# Buenos Aires
Buenos Aires [ˈbwenos ˈai̯ɾes] (frühere Schreibweise Buenos Ayres; offiziell Ciudad Autónoma de Buenos Aires/Autonome Stadt Buenos Aires) ist die Hauptstadt und Primatstadt, also das politische, kulturelle, kommerzielle und industrielle Zentrum Argentiniens. Ihre Gründer benannten sie nach der Heiligen Santa María del Buen Ayre (spanisch für Heilige Maria der Guten Luft), die u. a. in der Basilika Unserer Lieben Frau von Bonaria auf Sardinien verehrt wird.
Die offiziell nur 202 Quadratkilometer große Stadt bildet den Kern einer der größten Metropolregionen Südamerikas, des Gran Buenos Aires mit etwa 15 Millionen Einwohnern. Sie streckt sich heute rund 68 Kilometer von Nordwest nach Südost und etwa 33 Kilometer von der Küste nach Südwesten aus. Sie wird oft als „Wasserkopf“ Argentiniens bezeichnet, da sich hier fast alle wichtigen Institutionen des Landes befinden und in der Stadt und vor allem in der Umgebung etwa ein Drittel aller Argentinier wohnt. Zudem ist sie als einzige Stadt Argentiniens als „Capital Federal“ autonom, also nicht an eine bestimmte Provinz gebunden. Sie ist ein wichtiges kulturelles Zentrum und wurde 2005 durch die UNESCO mit dem Titel Stadt des Designs ausgezeichnet.

## Geographie

### Geographische Lage

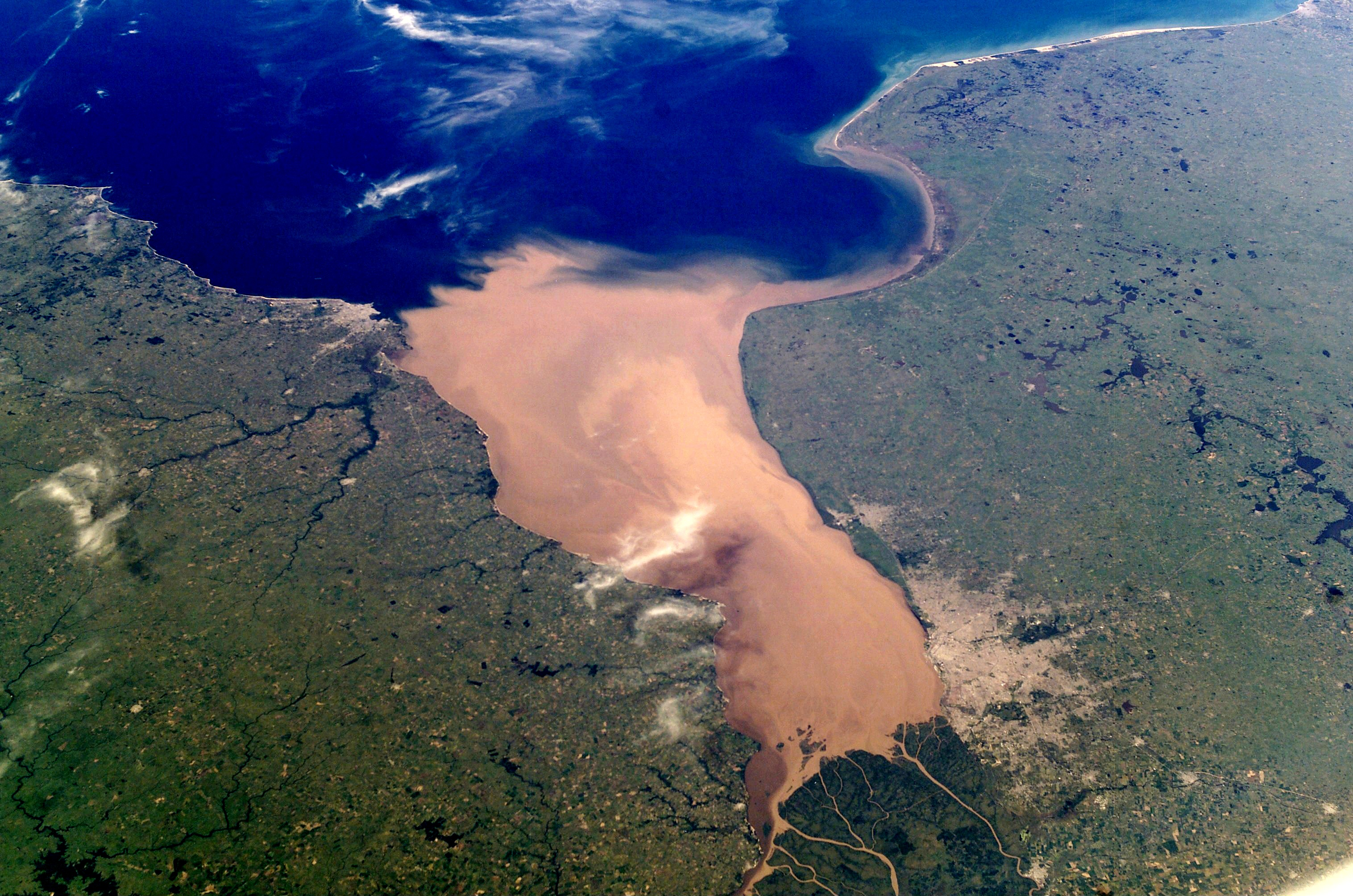
Satellitenaufnahme (Buenos Aires liegt rechts unten)

Die Stadt Buenos Aires liegt am Río de la Plata, einer trichterförmigen Mündung der Flüsse Río Paraná und Río Uruguay in den Atlantik, an der Ostküste des südamerikanischen Kontinents durchschnittlich 25 Meter über dem Meeresspiegel.
Das Wasser des Río de la Plata ist in Buenos Aires durch den hohen Eintrag von lehmigem Schlamm trüb. Das Revier weist nur geringe Tiefen auf, im Allgemeinen unter 20 Meter, so dass beispielsweise Schiffe mit größerem Tiefgang in der Region ausgebaggerte Fahrrinnen benutzen müssen.
Westlich und südlich von Buenos Aires erstrecken sich die Pampas, das landwirtschaftlich fruchtbarste Gebiet von Argentinien.

### Stadtgliederung

Verwaltungsbezirke und Stadtteile von Buenos Aires

Stadtteile mit Namen

15 Comunas

Buenos Aires ist in 48 Stadtteile (barrios) gegliedert.
Agronomía, Almagro, Balvanera, Barracas, Belgrano, Boedo, Caballito, Chacarita, Coghlan, Colegiales, Constitución, Flores, Floresta, La Boca, La Paternal, Liniers, Mataderos, Monte Castro, Montserrat, Nueva Pompeya, Núñez, Palermo, Parque Avellaneda, Parque Chacabuco, Parque Chas, Parque Patricios, Puerto Madero, Recoleta, Retiro, Saavedra, San Cristóbal, San Nicolás, San Telmo, Vélez Sársfield, Versalles, Villa Crespo, Villa del Parque, Villa Devoto, Villa General Mitre, Villa Lugano, Villa Luro, Villa Ortúzar, Villa Pueyrredón, Villa Real, Villa Riachuelo, Villa Santa Rita, Villa Soldati, Villa Urquiza.
Daneben gibt es traditionelle Stadtteilbezeichnungen, die gebräuchlicher sind, als die offiziellen Bezeichnungen:
- Abasto (Gebiet um den ehemaligen Zentralmarkt und heutigen Einkaufszentrum): Stadtteile: Almagro und teilweise Balvanera
- Barrio Norte (Wohngebiet der reichen Bevölkerung): Stadtteile Recoleta und Palermo
- Congreso (rund um das Parlamentsgebäude)
- Microcentro (Börsen- und Geschäftszentrum): Stadtteile Retiro und San Nicolás
- Once (Gebiet um den Stadtbahnhof Once): Stadtteil Balvanera
- Tribunales (Gebiet um den Justizpalast): Stadtteil San Nicolás

Im Zuge der Dezentralisierung wurden 15 Centros de Gestión y Participación Comunal (CGCP, deutsch etwa: Kommunalzentren der Verwaltung und Bürgerbeteiligung; auch: comunas) gegründet, die von 1 bis 15 durchnummeriert sind. In allen CGPCs kann man städtische Formalitäten erledigen, etwa Steuern und Bußgelder bezahlen oder standesamtliche Vorgänge wie Heiraten und Geburtsscheinausstellungen vornehmen.

### Klima
Buenos Aires befindet sich in der subtropischen Klimazone und hat nach Köppen ein feucht-subtropisches Klima (effektive Klimaklassifikation: Cfa). Die durchschnittliche Jahrestemperatur beträgt 17,73 °C die Jahresniederschlagsmenge 1214,6 Millimeter im Durchschnitt.
Der wärmste Monat ist der Januar mit durchschnittlich 23,7 Grad Celsius, der kälteste der Juli mit 10,5 Grad Celsius. Selbst im argentinischen Winter sinken die Temperaturen nur selten unter null Grad, Schnee gab es bisher nur in wenigen Ausnahmefällen, so zum Beispiel 1918, im Juli 2007 und im Juli 2010.
Der meiste Niederschlag fällt im Monat März mit 153,9 Millimeter im Mittel, der wenigste im Juni mit durchschnittlich 50,0 Millimeter.
|                       | Jan   | Feb   | Mär   | Apr   | Mai  | Jun  | Jul  | Aug  | Sep  | Okt   | Nov   | Dez   |   |         |
| Mittl. Tagesmax. (°C) | 30,4  | 28,7  | 26,4  | 22,7  | 19,0 | 15,6 | 14,9 | 17,3 | 18,9 | 22,5  | 25,3  | 28,1  | ⌀ | 22,5    |
| Mittl. Tagesmin. (°C) | 20,4  | 19,4  | 17,0  | 13,7  | 10,3 | 7,6  | 7,4  | 8,9  | 9,9  | 13,0  | 15,9  | 18,4  | ⌀ | 13,5    |
|                       |       |       |       |       |      |      |      |      |      |       |       |       |   |         |
| Niederschlag (mm)     | 121,6 | 122,6 | 153,9 | 106,9 | 92,1 | 50,0 | 52,9 | 63,2 | 77,7 | 139,3 | 131,2 | 103,2 | Σ | 1.214,6 |
|                       |       |       |       |       |      |      |      |      |      |       |       |       |   |         |
| Sonnenstunden (h/d)   | 9,0   | 8,5   | 7,4   | 6,2   | 5,6  | 4,4  | 4,6  | 5,6  | 6,3  | 7,0   | 8,4   | 8,6   | ⌀ | 6,8     |
|                       |       |       |       |       |      |      |      |      |      |       |       |       |   |         |
| Regentage (d)         | 9     | 9     | 9     | 9     | 8    | 6    | 7    | 8    | 7    | 10    | 10    | 9     | Σ | 101     |
|                       |       |       |       |       |      |      |      |      |      |       |       |       |   |         |
| Wassertemperatur (°C) | 22    | 23    | 21    | 19    | 15   | 12   | 11   | 11   | 12   | 15    | 17    | 21    | ⌀ | 16,6    |
|                       |       |       |       |       |      |      |      |      |      |       |       |       |   |         |
| Luftfeuchtigkeit (%)  | 64    | 68    | 72    | 76    | 77   | 79   | 79   | 74   | 70   | 69    | 66    | 63    | ⌀ | 71,4    |

| 20,4 |

| 19,4 |

| 17,0 |

| 13,7 |

| 10,3 |

| 7,6 |

| 7,4 |

| 8,9 |

| 9,9 |

| 13,0 |

| 15,9 |

| 18,4 |

| 20,4 |

| 19,4 |

| 17,0 |

| 13,7 |

| 10,3 |

| 7,6 |

| 7,4 |

| 8,9 |

| 9,9 |

| 13,0 |

| 15,9 |

| 18,4 |

### Ökologische Probleme
Als Megastadt hat Buenos Aires mit zahlreichen ökologischen Problemen zu kämpfen. Zwar gibt es vor allem wegen des relativ windigen Wetters kaum Smog in der Stadt, dennoch erreicht die Schadstoffbelastung der Luft durch die mangelhaft gefilterten Industrie- und Autoabgase in einigen Außenbezirken und Vorstädten, zum Beispiel in Lanús, oft kritische Werte, die zu erhöhten Lungenkrebsraten führen. Dazu trägt in erheblichem Maße das hohe Verkehrsaufkommen bei.
In den sehr engen, von hohen Häuserfronten gesäumten Straßen ist zudem die Frischluftzufuhr (zum Beispiel vom Meer) sehr gering. Straßen- und Hofbepflanzungen wurden beim Zuschnitt der Flächen selten eingeplant, so dass deren staubbindende Kraft kaum vorhanden ist. Problematisch ist ebenfalls, dass die Stadt und der sie umgebende Ballungsraum nur relativ wenige Parks, Wasserflächen oder offene Grünflächen besitzt und das Umland durch immer weiter in die Peripherie ausholende Bauprojekte (zum Beispiel Country Clubs) ebenfalls zugebaut wird.
Ein weiteres Problem ist die Belastung des Río de la Plata und seiner Zuflüsse in der Stadt durch Abwässer. Die durch die Stadt fließenden Flüsse Riachuelo und Río de la Reconquista sind hochgradig verschmutzt und lassen kein biologisches Leben mehr zu. Eine Renaturierung zumindest des Riachuelo war in den 1990er Jahren zwar geplant, das Vorhaben lässt jedoch weiterhin auf sich warten. Im Río de la Plata selbst konnte bis etwa 1980 noch gebadet werden (es gab einen Badestrand in Quilmes), heute ist dies jedoch wegen der Verschmutzung des Wassers nicht mehr möglich, nachdem es mehrere Todesfälle in den 1980er Jahren gab. Auf der gegenüberliegenden Seite des Río de la Plata in Uruguay ist es aber noch problemlos möglich.
Ein großes Problem war von jeher die Müllentsorgung. Früher wurde der Müll dezentral, oft sogar in den Heizanlagen der Wohnhäuser verbrannt, was aber ab der Erreichung einer bestimmten Größe der Stadt wegen der Schadstoffbelastung nicht mehr ohne weiteres möglich war. Heute landet ein Großteil des Mülls auf einer ringförmig um die Stadt gelegenen Mülldeponie, die begrünt und teilweise parkähnlich ausgestaltet wird und Cinturón Ecológico (ökologischer Gürtel) genannt wird. Kritisiert wird an dem Vorhaben, dass das Grundwasser durch die im Müll vorkommenden Schadstoffe (etwa Schwermetalle) verschmutzt werden kann. So werden zum Teil erhöhte Krebsraten in den angrenzenden Wohngebieten beobachtet.

## Geschichte

### Erste Gründung der Stadt (1536–1541)

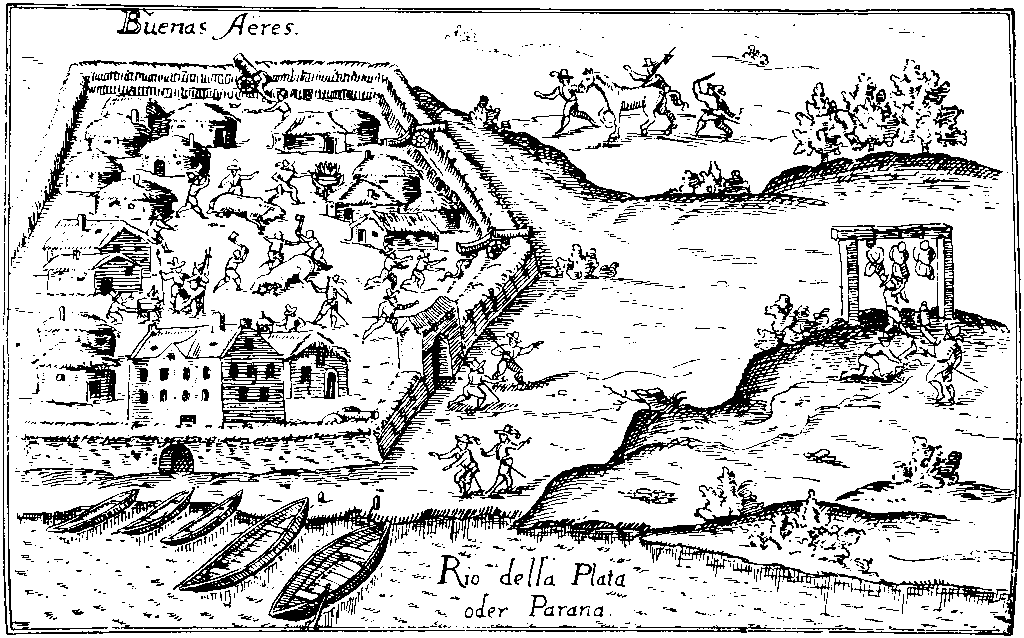
Buenos Aires kurz nach seiner Gründung 1536

Auf der Suche nach einer Durchfahrt in den Pazifik entdeckte der Seefahrer Juan Díaz de Solís 1516 als erster Europäer den Río de la Plata. Die Expedition im Auftrag der spanischen Krone fand jedoch in der Nähe des heutigen Tigre ein blutiges Ende infolge eines Indianerangriffs, bei dem auch de Solis selbst ums Leben kam.
Am Südufer des Rio de la Plata, auf dem Gebiet des heutigen Stadtteils San Telmo gründete der Konquistador Pedro de Mendoza am 2. Februar 1536 die Siedlung Puerto de Nuestra Señora Santa María del Buen Ayre („Hafen unserer lieben Frau [der Heiligen] Maria der guten Luft“). Den Namen soll Mendozas Kaplan ausgewählt haben, der die Virgen de Bonaria („Jungfrau der guten Luft“) von Cagliari auf Sardinien verehrte. Nach anderer Überlieferung wurde der Name wegen der günstigen Winde im Río de la Plata gewählt. Eine plausiblere Erklärung für den Bezug auf „gute Lüfte“ ist, dass die Hafenstadt zur Zeit ihrer Gründung an der mittlerweile entdeckten Route um Kap Hoorn lag und für alle von Norden kommenden Schiffe, einer der ersten malariafreien Orte im Osten Südamerikas war. Auch der Name der Virgen de Bonaria geht auf einen solch sicheren Ort auf dem ansonsten von malariaverseuchten Sümpfen durchzogenen Sardinien zurück (vgl. Bonaria – Malaria).
Mendoza befehligte etwa 1.600 Mann, die auf 16 Schiffen anlandeten. Da sie erst im Spätsommer ankamen, war es zu spät, um Getreide anzupflanzen. Die lokalen Querandí-Indianer waren Jäger und Sammler und wurden von den Spaniern gezwungen, Essen für Mendozas Truppen zu beschaffen. Sie reagierten darauf mit wiederholten Angriffen, so dass Mendozas Siedler den Ort 1541 aufgeben mussten.
Zum Chronisten dieser Ereignisse und frühen Historiker von Buenos Aires wurde der Straubinger Patriziersohn Ulrich Schmidl, der an den Expeditionen teilgenommen hat und bisweilen zu den Mitbegründern der Stadt gezählt wird.

### Nach der zweiten Stadtgründung (1580–1776)

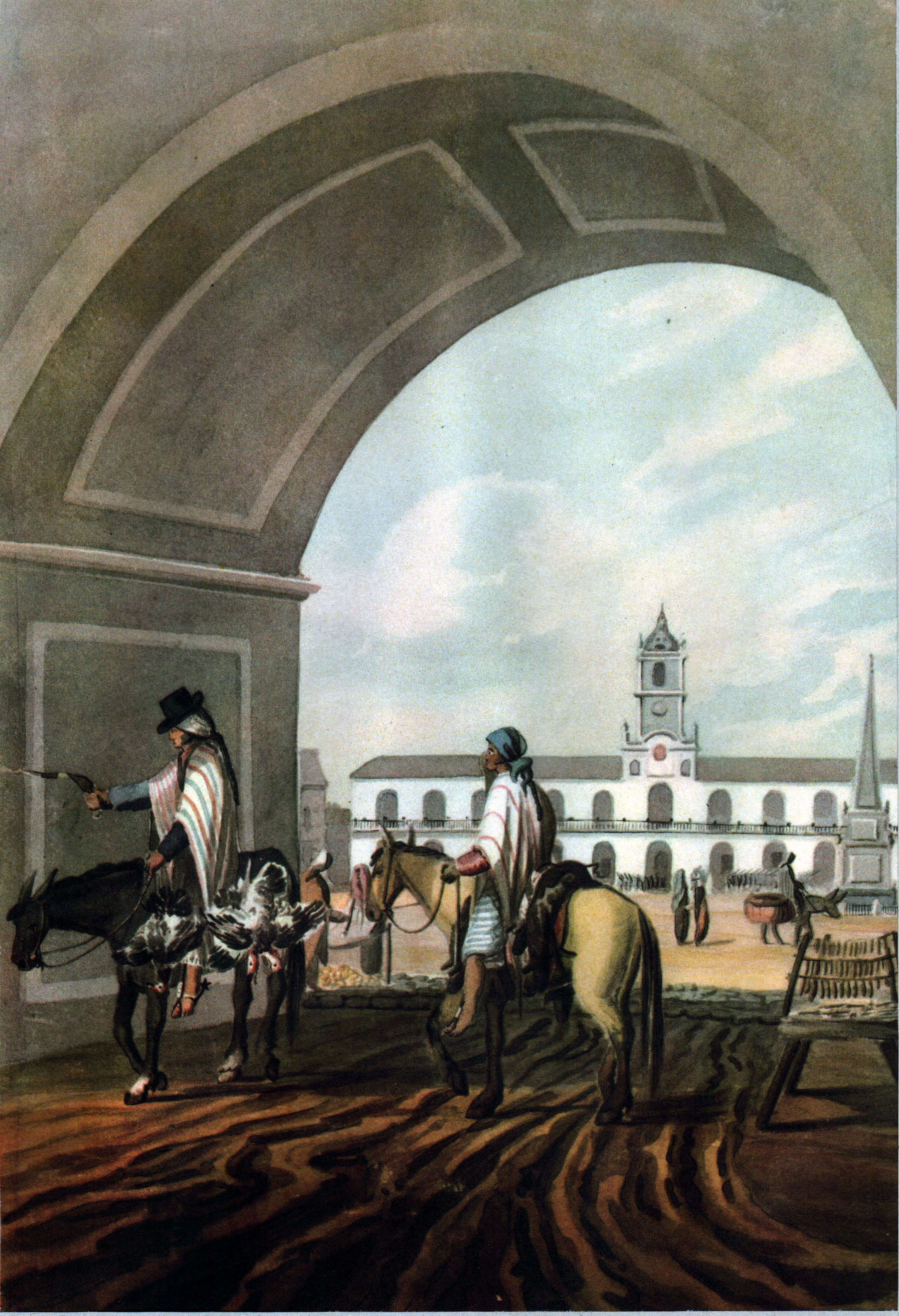
Das Cabildo (Rathaus) auf der Plaza de Mayo (1817)

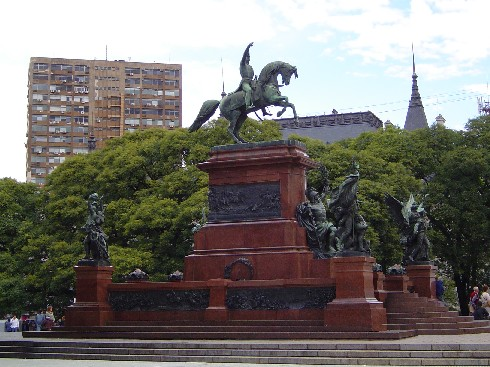
Monumento San Martín

Die zweite, diesmal erfolgreiche Stadtgründung erfolgte 1580 durch Juan de Garay. Er gab dem Ort den Namen Ciudad de la Santísima Trinidad y Puerto Santa María de los Buenos Aires („Stadt der Heiligen Dreifaltigkeit und Hafen der Heiligen Maria der guten Lüfte“). Zwischenzeitlich waren mehrere Stadtgründungen auf dem Gebiet des heutigen Argentiniens vollzogen worden, die aufgrund der Besiedelung von Peru her alle im Nordwesten liegen. Die älteste durchgängig bewohnte Stadt des Landes ist daher Santiago del Estero im Nordosten des heutigen Argentinien.
Buenos Aires hing seit seinen frühen Tagen stark von der Viehzucht in der die Stadt umgebenden Pampa und vom Handel mit Spanien ab. Die spanische Administration des 17. und des 18. Jahrhunderts verlangte allerdings, dass alle Waren, die nach Europa geschickt wurden, zunächst nach Lima in Peru gebracht werden mussten, um die Waren zu versteuern. Der weite Umweg löste einen steigenden Unmut bei den Händlern in Buenos Aires gegenüber Spanien aus, und so entwickelte sich ein reger Schmuggel. Karl III. von Spanien erkannte diese steigende Instabilität seiner Macht, lockerte während seiner Regierung (1759–1788) zunächst die Handelsbestimmungen und erklärte schließlich Buenos Aires zu einem offenen Hafen.

### Hauptstadt des Vizekönigreichs Río de La Plata (1776–1810)
1776 wurde Buenos Aires schließlich zur Hauptstadt des Vizekönigreichs des Río de la Plata, das aus dem Vizekönigreich Peru ausgegliedert wurde. Die Bevölkerung der Stadt stieg unter anderem auch durch die Zwangsrekrutierung von Sklaven aus Afrika stark an, zwischen 1778 und 1815 betrug der Anteil der schwarzen Bevölkerung etwa ein Drittel.
Während der Zeit der Koalitionskriege, bei denen Spanien als Alliierter Frankreichs Gegner des Vereinigten Königreiches war, besetzten am 27. Juni 1806 britische Truppen unter General William Carr Beresford nach zweitägigen Kämpfen die Stadt. Die Bewohner leisteten jedoch Widerstand und am 4. August eroberten einheimische Kräfte unter Santiago de Liniers die Stadt zurück. Liniers konnte auch eine weitere Belagerung durch die Briten abwehren, die am 7. Juli 1807 mit der Kapitulation General John Whitelockes endete.
Die Tatsache, dass die Besetzungen nicht an der Gegenwehr der spanischen Truppen, sondern am erbitterten Widerstand seitens der Bevölkerung gescheitert waren, bestärkte die Nationalisten in ihren Ambitionen. Sie bereiteten die Unabhängigkeit des Landes vor, indem sie immer weitergehende Zugeständnisse des Vizekönigs an lokale Bürgervereinigungen, den sogenannten Cabildos Abiertos erlangten.

### Unabhängigkeitskampf und Rosas Diktatur (1810–1880)

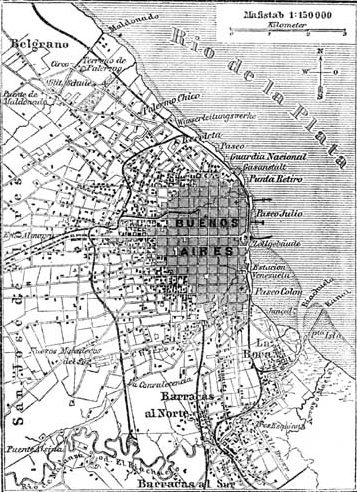
Historischer Situationsplan (um 1888)

Am 25. Mai 1810 vertrieben bewaffnete Bürger der Stadt Buenos Aires den Vizekönig Baltasar Hidalgo de Cisneros y la Torre. Am 9. Juli 1816 erklärte der Kongress von Tucumán formell die Unabhängigkeit der Vereinigten Provinzen des Río de la Plata. Nach der Unabhängigkeitserklärung entbrannte ein Streit zwischen den Unitariern, die einen von Buenos Aires aus geführten Zentralstaat wollten und den Föderalisten, die eine starke Unabhängigkeit der einzelnen Provinzen verfolgten.
1829 übernahm der Föderalist Juan Manuel de Rosas als Gouverneur die Herrschaft über Buenos Aires. Im März 1835 wurde er abermals zum Gouverneur und Generalkapitän gewählt. Zeitweilig ließ sich Rosas außerordentliche Macht übertragen und erhielt damit faktisch die Entscheidungsgewalt eines Diktators. Er führte die Republik bis 1852, als er in der Schlacht von Monte-Caseros durch Truppen Brasiliens, Uruguays und des Don Justo José de Urquiza geschlagen wurde. Mit dem Sturz Rosas öffnete sich die Stadt für Einwanderer aus Europa.
Im Jahre 1853 weigerte sich die Stadt und die Provinz Buenos Aires am konstitutionellen Kongress teilzunehmen und trennte sich von Argentinien. 1859 trat Buenos Aires dem 1853 gegründeten Argentinischen Bund (Federación Argentina) bei.

### Hauptstadt Argentiniens (1880–1976)

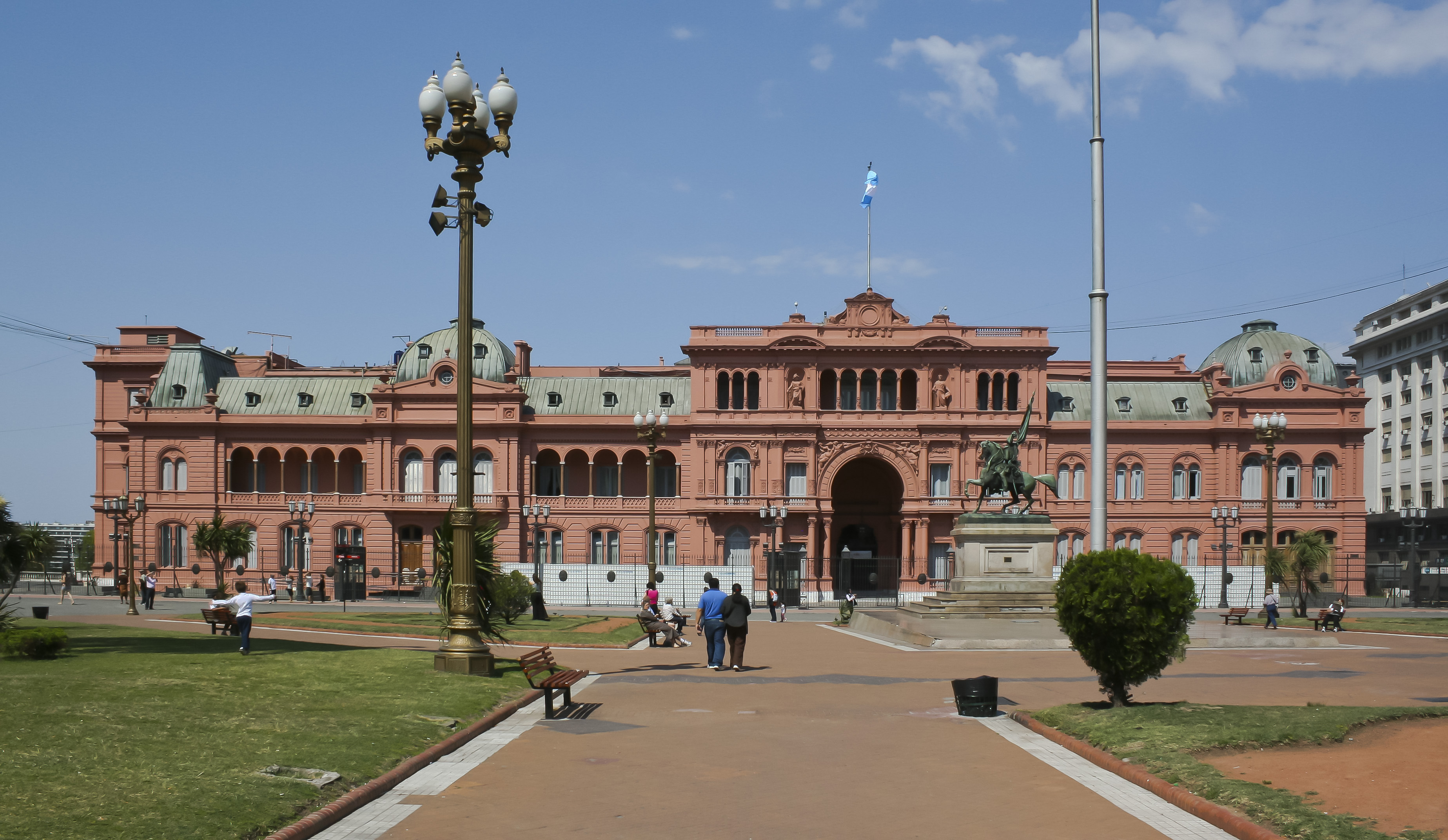
Der Präsidentenpalast, die Casa Rosada auf der Plaza de Mayo

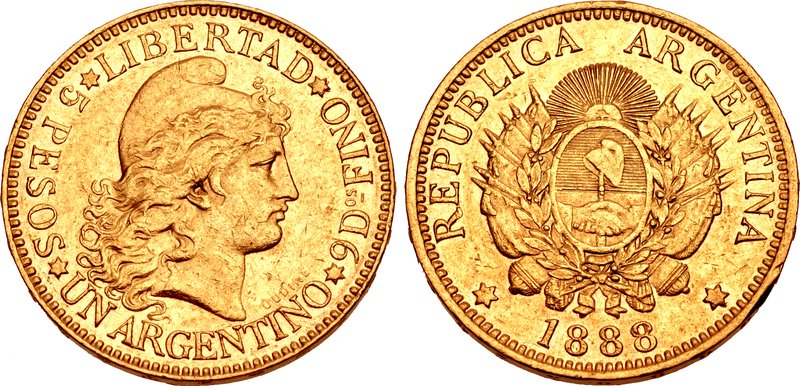
Argentino von 1888 aus der Münzstätte Buenos Aires

1880 wurde die Stadt Buenos Aires unter Julio Argentino Roca von der gleichlautenden Provinz abgetrennt und gleichzeitig zur Hauptstadt Argentiniens erklärt. 1890 war Buenos Aires die größte und wichtigste Stadt in Lateinamerika. Um die Jahrhundertwende betrug die Einwohnerzahl nahezu eine Million. Durch viele italienische Auswanderer hat sich in dieser Zeit die Mischsprache Cocoliche herausgebildet, die zeitweise von über 40 Prozent der Bevölkerung gesprochen wurde.
1904 wurde in Buenos Aires mit Alfredo Palacios der erste sozialistische Abgeordnete Lateinamerikas ins Parlament gewählt. Argentinien war auch das Ziel von aus Europa ausgewanderten Anarchisten. Während der Erster-Mai-Demonstration des Jahres 1909 kam es in Buenos Aires zu Ausschreitungen zwischen gewerkschaftlich organisierten Demonstranten (der anarchistischen FORA und der sozialistischen UGT) und der Polizei. Der Polizeichef, Ramón Falcón, ordnete den Beschuss der Demonstranten an, wodurch mindestens 11 Personen starben. In den folgenden fünf Tagen dieser als Semana roja bekannt gewordenen Woche (Deutsch: Rote Woche) kam es zu einem Generalstreik mit Demonstrationen von rund 80.000 Personen und erneut zu Toten auf Seiten der Demonstranten. Ramón Falcón wurde im November desselben Jahres durch einen Bombenanschlag eines Anarchisten getötet.
1913 wurde unter der Avenida de Mayo die erste U-Bahn-Strecke eröffnet. Die U-Bahn von Buenos Aires blieb die erste und einzige in Lateinamerika bis zur Eröffnung der U-Bahn von Mexiko-Stadt im Jahre 1969. Für die Jahrhundertfeiern der Unabhängigkeit Argentiniens wurden im Stadtzentrum einige Diagonalen in das Straßensystem und die Avenida 9 de Julio geschlagen. Der Plan war aber ursprünglich wesentlich ambitionierter, als er schließlich durchgeführt wurde.
1919 gab es unter der Regierung von Hipólito Yrigoyen einen Arbeiteraufstand, der durch Militärgewalt niedergeschlagen wurde. Die Ereignisse, bei denen etwa 700 Aufständische getötet wurden, gingen als La Semana Trágica (die tragische Woche) in die Geschichte von Buenos Aires und von Argentinien ein.
In den 1930er-Jahren wurden einige große Avenidas durch das Stadtzentrum gezogen, so die Avenidas Santa Fe, Córdoba und Corrientes, die heute noch Hauptschlagadern des Straßenverkehrs sind. Nach dem Zweiten Weltkrieg hatte die wachsende Stadt viele vormalige Vororte erreicht und einverleibt. Die Stadt beherbergte zu dieser Zeit etwa ein Drittel der argentinischen Bevölkerung.

### Militärdiktatur (1976–1983)

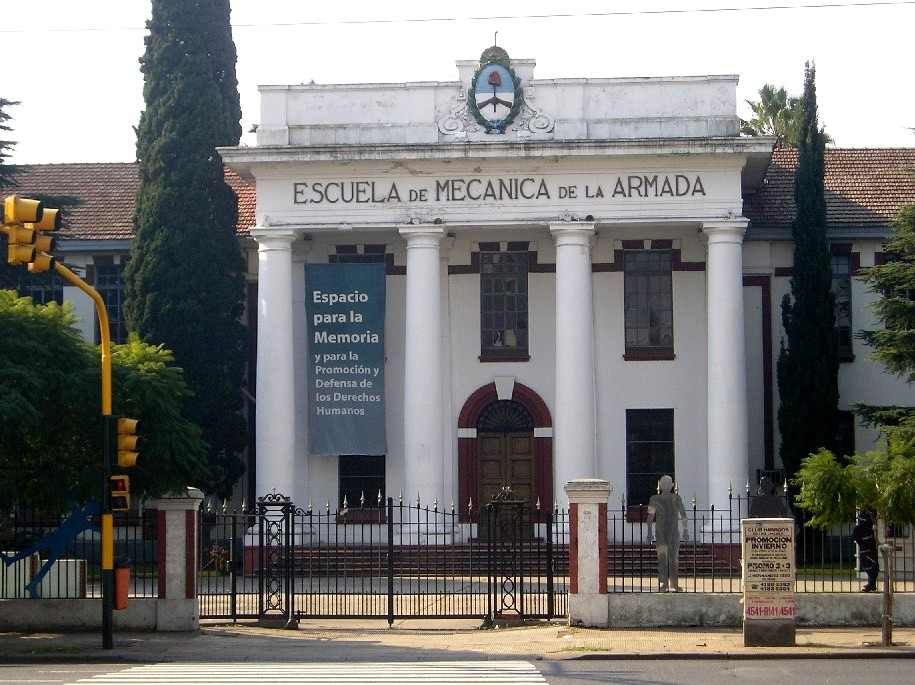
Das Hauptportal der Militärakademie ESMA an der Avenida del Libertador, in der – während der reguläre Ausbildungsbetrieb weiterlief – etwa 5.000 Menschen gefoltert und ermordet wurden. Sie ist heute eine Gedenkstätte.

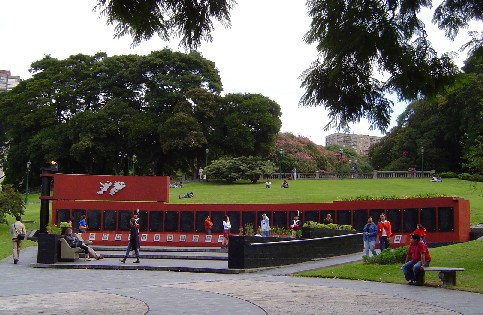
Das Denkmal für die Gefallenen des Falklandkrieges an der Plaza San Martín

1976 kamen nach dem Sturz der Präsidentin Isabel Martínez de Perón die Militärs unter Leitung von Jorge Rafael Videla in Argentinien an die Macht. Während der Diktatur von 1976 bis 1983 verschwanden 20.000 bis 30.000 Menschen spurlos (die Desaparecidos), die in Opposition zu den Militärs standen oder auch nur in diesen Verdacht geraten waren. Im Stadtteil Núñez wurde damals in einer Ausbildungseinrichtung der Marine (der Escuela de Mecánica de la Armada) das größte Geheimgefängnis und Folterzentrum des Landes eingerichtet. Etwa 5000 Menschen wurden dort während der Zeit der Diktatur gefoltert und anschließend fast immer ermordet, oft durch Abwerfen der betäubten, entkleideten Opfer aus Militärflugzeugen über dem nahen Río de la Plata oder dem Atlantik. Auf diesen wöchentlich durchgeführten Todesflügen („vuelos de la muerte“) starben bis zu 2000 Menschen, sie wurden erst 1996 durch den Journalisten Horacio Verbitsky öffentlich bekannt.
Nach einer gewissen Zeit der Militärherrschaft wurde klar – obwohl dies offiziell bis zum Ende der Diktatur abgestritten wurde – dass die Regierung hinter dem spurlosen Verschwinden der zahlreichen Vermissten stand. Ab April 1977 protestierten daher jede Woche eine Anzahl an Müttern von Verschwundenen (die Madres de Plaza de Mayo) auf der Plaza de Mayo vor dem Präsidentenpalast Casa Rosada, womit sie selbst in Lebensgefahr gerieten.

### Redemokratisierung und wirtschaftlicher Aufschwung (1983–1998)

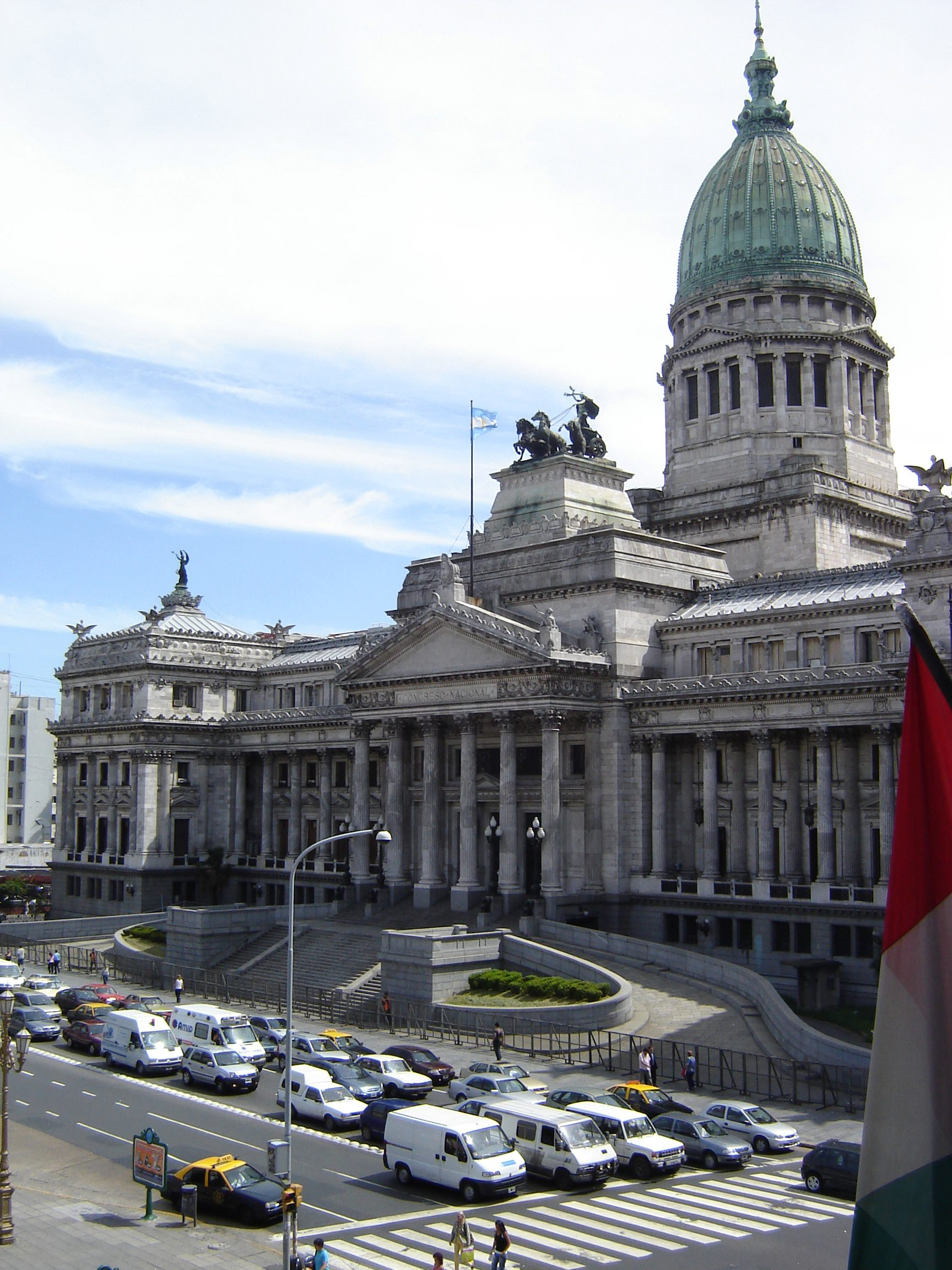
Kongresspalast im Stadtteil Balvanera

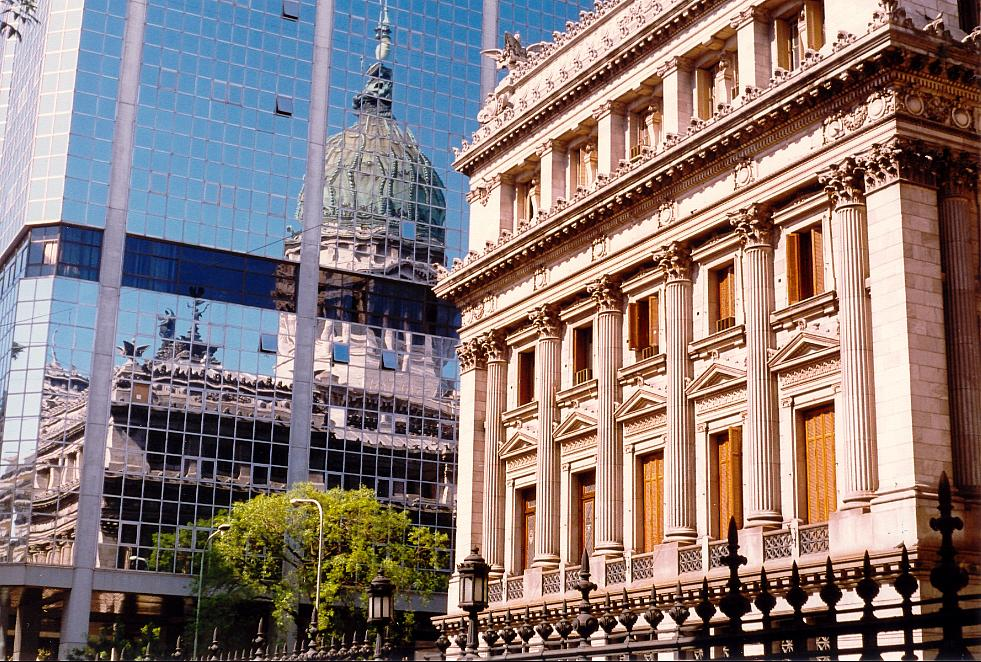
Kongresspalast spiegelt sich in der Kongressbibliothek

Nach dem verlorenen Falklandkrieg konnten sich die Militärs nicht mehr an der Macht halten, und so gab es wieder demokratische Wahlen. Als erster Präsident dieser neuen Ära wurde Raúl Alfonsín gewählt. Mit Wiedereinzug der Demokratie in Argentinien, der 1:1-Bindung des argentinischen Pesos an den Dollar und mit den neoliberalen Reformen während der Präsidentschaft von Carlos Menem begann die argentinische Wirtschaft mit einem steilen Aufschwung, der sich auch durch verstärkte Bautätigkeit in der Stadt Buenos Aires manifestierte. Vor allem im Stadtteil Retiro wurden viele neue Hochhäuser gebaut.
Am 17. März 1992 zerstörte eine Autobombe die israelische Botschaft im Stadtteil Retiro und tötete 29 Menschen und verletzte 242. Auf das Attentat folgte am 18. Juli 1994 das schwerste Attentat in der argentinischen Geschichte, ein Anschlag auf eine jüdische Einrichtung mit 85 Toten und mehr als 300 Verletzten. Das Attentat auf die AMIA (Asociación Mutual Israelita Argentina, etwa „Israelisch-Argentinischer Verein auf Gegenseitigkeit“) genannte Sozialkasse der jüdischen Argentinier wurde nie richtig aufgeklärt, was zu politischen Protesten und Vorwürfen gegen die argentinische Regierung und Justiz geführt hat. Im Verdacht für den Anschlag standen u. a. antisemitische Militärs oder der Iran und die Hisbollah, welche das argentinische Strafgericht 2024 verantwortlich machte.
Beide Attentate hinterließen Narben in der Stadt und führten dazu, dass die jüdischen Einrichtungen neben den Regierungsgebäuden wohl die am stärksten bewachten Gebäude der Stadt sind. Buenos Aires hat mit rund 180.000 die größte Zahl jüdischer Einwohner aller Städte Lateinamerikas.

### Argentinien-Krise und langsame wirtschaftliche Erholung (seit 1998)
Während der Wirtschaftskrise zwischen 1998 und 2003 war Buenos Aires das Zentrum teils gewalttätiger Demonstrationen, von denen die größte am 19. und 20. Dezember 2001 stattfand (das sogenannte Cacerolazo) und zum Rücktritt des Staatspräsidenten Fernando de la Rúa führte. Außerdem sind seit 1999 die sogenannten Piqueteros aktiv, die die wichtigsten Zufahrten der Stadt bis heute (Anfang 2005) in unregelmäßigen Abständen mit Straßensperren blockieren. Sie sind seit 2003 zu einem wichtigen Machtfaktor auch auf nationaler Ebene geworden.
Am 30. Dezember 2004 ereignete sich das bisher schwerste Feuer in der Stadt: Bei einem Großbrand in der Diskothek República Cromañón kamen 194 Menschen ums Leben. Als Folge dieses Unfalls wurde der damalige Bürgermeister der Stadt, Aníbal Ibarra, beurlaubt und wegen schlechter Amtsführung angeklagt, da er für die Fehler der Brandschutzkontrollen verantwortlich gemacht wurde. Am 7. März 2006 beschloss das Gericht des argentinischen Repräsentantenhauses die Absetzung von Ibarra und die Übertragung des Bürgermeisteramtes auf seinen bisherigen Stellvertreter Jorge Telerman.
Am 24. Juni 2007 wurde der Kandidat der konservativen Partei PRO, der Geschäftsmann Mauricio Macri (u. a. Präsident des Sportvereins Boca Juniors) zum neuen Bürgermeister gewählt.
Seit 2006 wird die Stadt in 15 Einzelgemeinden (comunas) mit autonomen Regierungen aufgeteilt. Als Stichtag für die Fertigstellung des Übergangsprozesses wurde der 10. August 2008 festgelegt.
Während der Covid-Pandemie in Argentinien wurde für die Stadt Buenos Aires ein Lockdown von aufsummiert 245 Tagen verhängt (Stand Oktober 2021). Damit war Buenos Aires hinter Melbourne die Stadt mit den weltweit längsten Lockdown-Beschränkungen.

### Einwohnerentwicklung

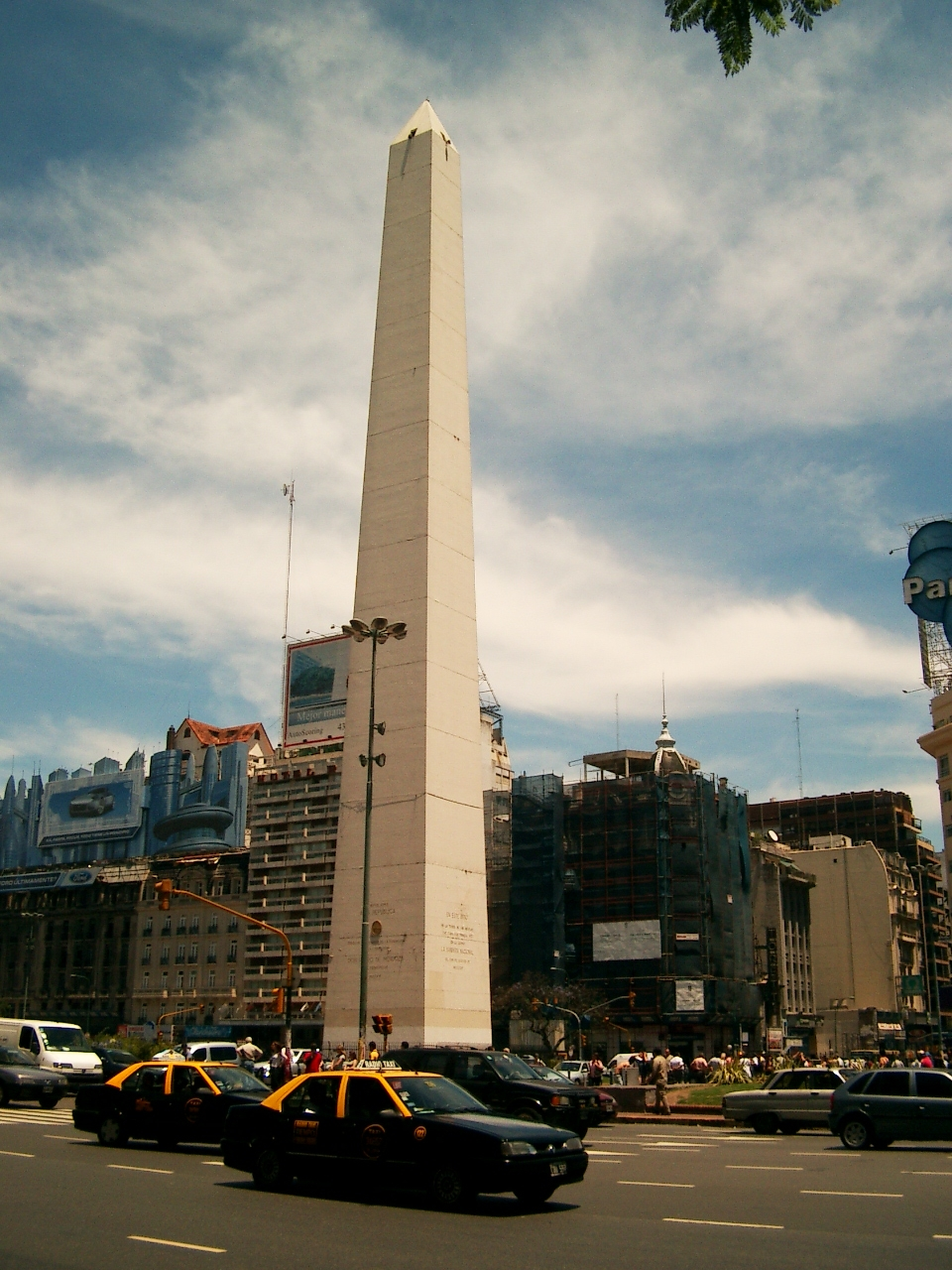
Obelisk von Buenos Aires

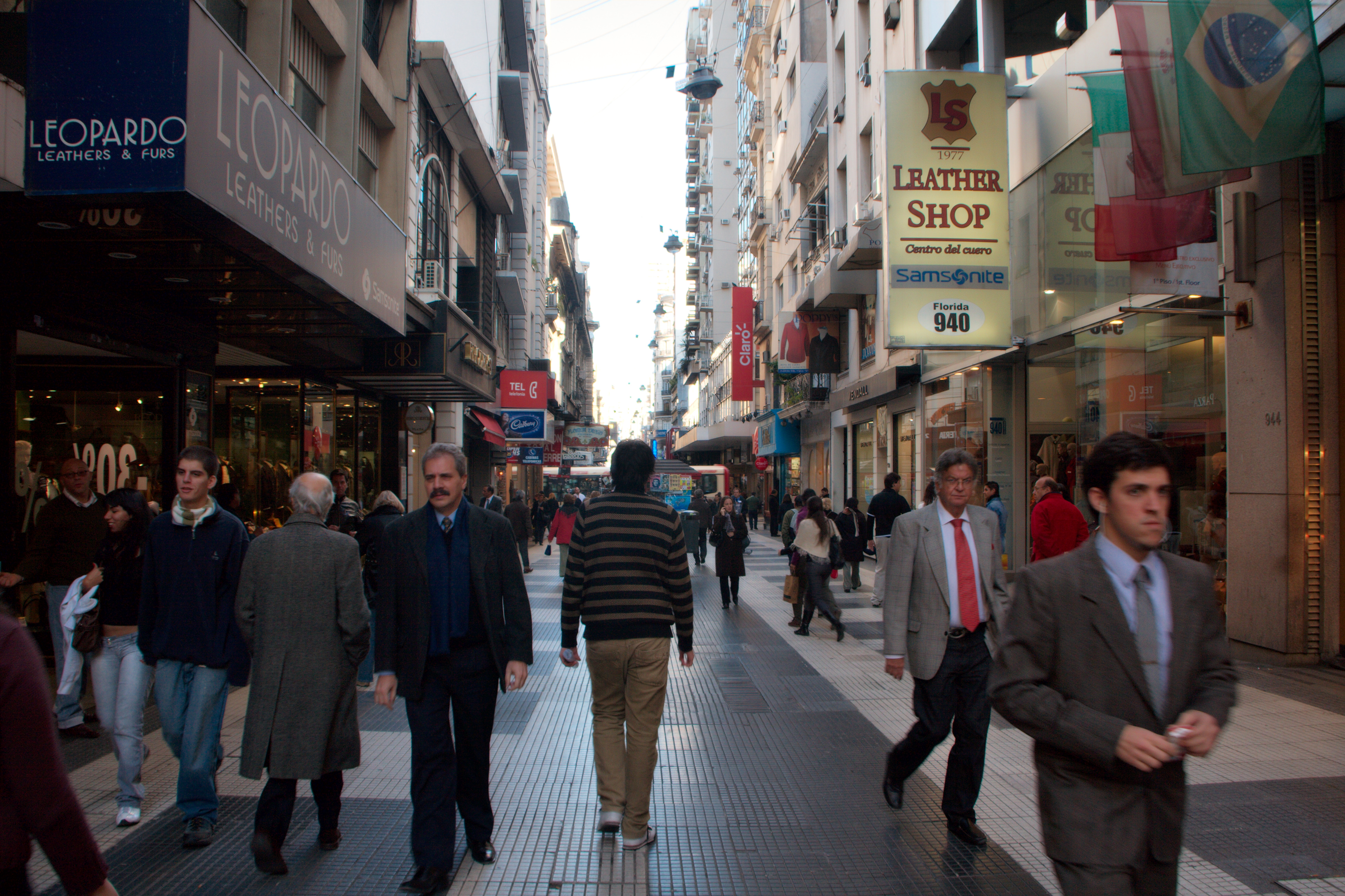
Die Florida-Straße

1833 betrug die Bevölkerung der Stadt Buenos Aires knapp 60.000, im Jahre 1869 waren es etwa 180.000 Menschen. 1890 war Buenos Aires die größte und wichtigste Stadt in Lateinamerika mit einer Bevölkerung von etwa 661.000 Einwohnern. Bedingt durch die starke Einwanderungswelle aus Europa zählt die Stadt 1914 schon etwa 1,6 Millionen Einwohner. 2001 beträgt die Einwohnerzahl der Autonomen Stadt Buenos Aires knapp 2,8 Millionen Einwohner.
Die Stadt und die sie umgebenden Vororte haben zusammen 13,1 Millionen Einwohner. Damit ist „Gran Buenos Aires“ die größte Metropolregion in Argentinien und nach São Paulo die zweitgrößte in ganz Südamerika. 2017 wurde die Einwohnerzahl der Agglomeration Buenos Aires auf 14,9 Millionen geschätzt. Bis zum Jahr 2035 wird eine Steigerung auf 17,1 Millionen erwartet.
Die Bevölkerung ist überwiegend spanischen und italienischen Ursprungs. Andere Einwanderer kamen aus anderen Ländern Europas wie Deutschland, Irland, Portugal, Frankreich und England. Syrer und Libanesen sowie Armenier spielen seit dem Beginn des 20. Jahrhunderts eine zunehmend wichtige Rolle im Handel und öffentlichen Leben. Seit der zweiten Hälfte des 20. Jahrhunderts nahmen Einwanderer aus Bolivien, Peru und Paraguay zu. In den 1990er Jahren gab es eine kleine Einwanderungswelle aus Rumänien und der Ukraine.
Die jüdische Gemeinde von Buenos Aires umfasst ca. 250.000 Mitglieder und ist damit die größte in Südamerika. Die meisten von ihnen sind Aschkenasim aus Mittel- und Osteuropa, ihre Synagoge ist der Gran Templo Paso, die sephardischen Juden stammen überwiegend aus Syrien.
Die ersten ostasiatischen Einwanderer kamen aus Japan. Diese waren bekannt als Blumenzüchter bzw. als Inhaber von Textilreinigungen. Seit den 1970er Jahren kamen dagegen überwiegend Chinesen und Koreaner. Letztere verdienen ihren Lebensunterhalt hauptsächlich mit kleinen Supermärkten. Der Anteil der Nachkommen nicht-spanischer Einwanderer ist in Buenos Aires wesentlich höher als im restlichen Argentinien.
Die Bevölkerung von Buenos Aires (Porteños resp. Porteñas genannt, sofern in Buenos Aires geboren) spricht heute fast ausschließlich spanisch und die überwältigende Mehrheit der Einwohner ist römisch-katholisch. Deutsche Einwanderer sprechen untereinander das sogenannte Belgranodeutsch.
Die folgende Übersicht zeigt die Einwohnerzahlen nach dem jeweiligen Gebietsstand. Bis 1943 handelt es sich meist um Schätzungen, von 1947 bis 2001 um Volkszählungsergebnisse und 2005 um eine Berechnung. Die Einwohnerzahlen beziehen sich auf die eigentliche Stadt ohne den Vorortgürtel. Die Bevölkerungsdichte ist mit 14.308 Einwohnern pro km² etwa drei bis vier Mal größer als in Berlin und sogar etwas höher als in den 23 Stadtbezirken Tokios. Zu berücksichtigen ist dabei, dass eine Bevölkerungszunahme im nur 202 Quadratkilometer großen Stadtgebiet inzwischen nahezu ausgeschlossen ist. Die Bevölkerungsentwicklung vollzieht sich heute hauptsächlich in den Vororten, die in der Provinz Buenos Aires liegen.
Die Zusammensetzung der Bevölkerung ist wie folgt: 88,9 % Weiße, 7 % Mestizen, 2,1 % Asiaten und 2 % Schwarze. Die Bevölkerung der Stadt ist relativ alt: 17 % der Einwohner sind unter 15, dagegen 22 % über 60. Damit ähnelt die Altersstruktur der europäischer Städte. Zwei Drittel der Einwohner leben in Mehrfamilienhäusern und 30 % in Einfamilienhäusern. 4 % leben in sehr einfachen Unterkünften, unter anderem in den Villas miserias (informelle Siedlungen), von denen die bekannteste die Villa 31 im Stadtviertel Retiro ist. Die Armutsquote betrug 2007 8,4 % für die Stadt und 20,6 % für die Metropolregion.
Von den 1,2 Mio. Erwerbstätigen waren 2001 die meisten im Dienstleistungssektor beschäftigt. Der öffentliche Dienst beschäftigte nur 6 %, obwohl Buenos Aires als Hauptstadt Sitz der Verwaltung und Ministerien ist. 10 % waren im produzierenden Gewerbe beschäftigt.
| Jahr | Einwohner |
| ---- | --------- |
| 1744 | 11.000    |
| 1770 | 22.000    |
| 1800 | 40.000    |
| 1813 | 46.000    |
| 1825 | 55.000    |
| 1838 | 65.000    |
| 1857 | 99.000    |
| 1864 | 140.000   |
| 1869 | 180.329   |
| 1880 | 248.700   |
| 1884 | 295.000   |
| 1887 | 466.300   |
| 1895 | 661.205   |
| 1903 | 865.000   |
| 1906 | 1.057.000 |

| Jahr | Einwohner |
| ---- | --------- |
| 1914 | 1.582.884 |
| 1923 | 1.780.000 |
| 1928 | 2.079.000 |
| 1931 | 2.195.000 |
| 1938 | 2.345.200 |
| 1943 | 2.595.900 |
| 1947 | 2.981.043 |
| 1960 | 2.966.634 |
| 1970 | 2.972.453 |
| 1980 | 2.922.829 |
| 1991 | 2.965.403 |
| 2001 | 2.768.772 |
| 2005 | 2.746.761 |
| 2010 | 2.890.151 |

Bevölkerungsentwicklung der Agglomeration 1950–2017
| Jahr | Einwohnerzahl |
| ---- | ------------- |
| 1950 | 5.166.000     |
| 1960 | 6.762.000     |
| 1970 | 8.416.000     |
| 1980 | 9.920.000     |
| 1990 | 11.148.000    |
| 2000 | 12.504.000    |
| 2010 | 14.246.000    |
| 2017 | 14.879.000    |

## Politik

### Städtepartnerschaften
Buenos Aires unterhält mit folgenden Städten Partnerschaften (in Klammern das Jahr der Etablierung):
 Athen, Griechenland (1992)
 Barcelona, Spanien (1985)
 Berlin, Deutschland (1994)
 Belgrad, Serbien (1990)
 Bilbao, Spanien (1992)
 Bogotá, Kolumbien (1986)
 Brasília, Brasilien (1986)
 Cádiz, Spanien (1975)
 Damaskus, Syrien (1989)
 Ferrara, Italien (2004)
 Genf, Schweiz (1992)
 Genua, Italien (1991)
 Guadix, Spanien (1987)
 Jerusalem, Israel
 Tel Aviv, Israel (1972)
 Kairo, Ägypten (1992)
 Kiew, Ukraine (1993)
 Lima, Peru (1983)
 Lissabon, Portugal (1992)
 Lucca, Italien (2003)
 Madrid, Spanien (1975)
 Mailand, Italien (1998)
 Miami, Vereinigte Staaten (1978)
 Montevideo, Uruguay (1975)
 Moskau, Russland (1990)
 Neapel, Italien (1990)
 Osaka, Japan (1990)
 Ottawa, Kanada (1998)
 Oviedo, Spanien (1982)
 Peking, Volksrepublik China (1991)
 Porto Alegre, Brasilien (1995)
 Prag, Tschechien (1992)
 Rio de Janeiro, Brasilien (1996)
 Rom, Italien (1987)
 Rotterdam, Niederlande (1990)
 Salamanca, Spanien (2006)
 São Paulo, Brasilien (1999)
 Santiago de Chile, Chile (1992)
 Santo Domingo, Dominikanische Republik (1991)
 Seoul, Südkorea (1992)
 Sevilla, Spanien (1974)
 Toulouse, Frankreich (1990)
 Vigo, Spanien (1992)
 Warschau, Polen (1992)
 Zagreb, Kroatien (1998)

### Regionenpartnerschaften
Buenos Aires unterhält mit folgenden Regionen Partnerschaften (in Klammern das Jahr der Etablierung):
 Andalusien, Spanien (2001)
 Galicien, Spanien (1998)
 Kalabrien, Italien (1987)

## Kultur und Sehenswürdigkeiten

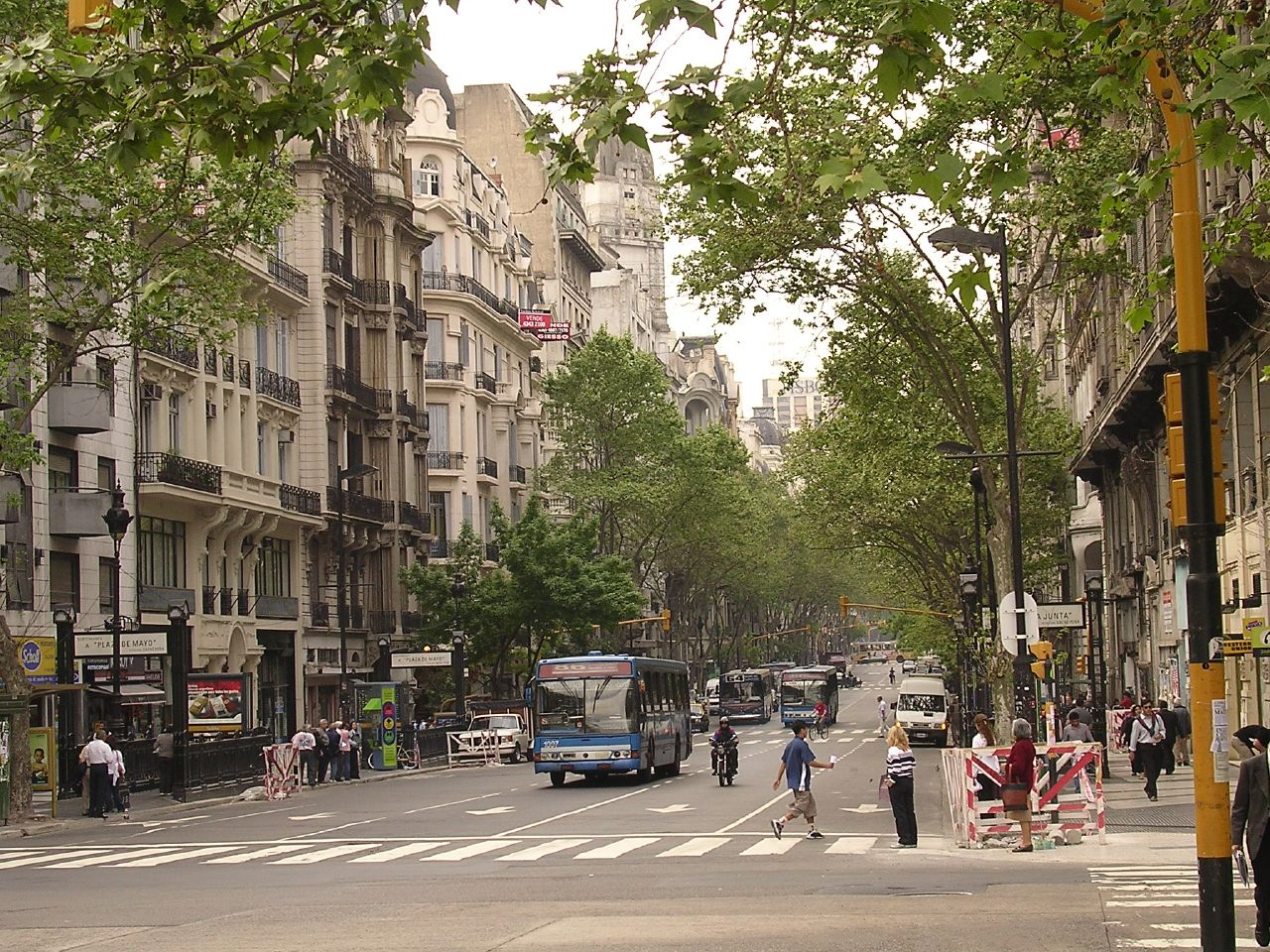
Avenida de Mayo im Zentrum

Oft als „Paris Südamerikas“ bezeichnet, ist die Kultur der Hauptstadt sehr europäisch geprägt. Neben den unten genannten Einrichtungen gibt es diverse Orchester und Chöre. Häuser von Künstlern und Kunstsammlern wurden oft in Museen umgewandelt, die wichtigsten sind unten näher erläutert. Des Weiteren findet man zahlreiche Bibliotheken, einen Zoo, einen Botanischen Garten sowie Kirchen und andere religiöse Stätten, viele von ihnen auch architektonisch interessant.
In einer Rangliste der Städte nach ihrer Lebensqualität belegte Buenos Aires im Jahre 2018 den 91. Platz unter 231 untersuchten Städten weltweit. Im Vergleich mit anderen südamerikanischen Hauptstädten lag es hinter Montevideo (Platz 77) aber vor Santiago de Chile (Platz 92), Brasília (Platz 108), Asunción (Platz 115), Lima (Platz 124) und Bogotá (Platz 128).

### Theater
Das bekannteste Theater der Stadt ist das Teatro Colón, eines der berühmtesten Opernhäuser der Welt, das nach umfangreichen Renovierungen im Jahr 2010 wiedereröffnet wurde. Neben diesem Theater existiert aber in Buenos Aires eine große Theater- und Musical-Szene, insgesamt gibt es 187 Theatersäle in der Stadt, darunter das Teatro Cervantes, das Nationaltheater des Landes, das über 100 Jahre alte Teatro Avenida oder das Teatro Coliseo.
Es wird behauptet, dass Buenos Aires über mehr Theatersäle verfügt als jede andere Stadt in der Welt. Zum Vergleich: New York hat ca. 135 Säle, Paris etwa 150. Viele der Theater befinden sich an der Avenida Corrientes, die deshalb gerne auch als Broadway von Buenos Aires bezeichnet wird.
Auch die Zahl der Theaterstücke ist beeindruckend. Außer im Hochsommer hat man zu jeder Zeit die Auswahl zwischen etwa 400 verschiedenen großen und kleinen Theateraufführungen.

### Tango

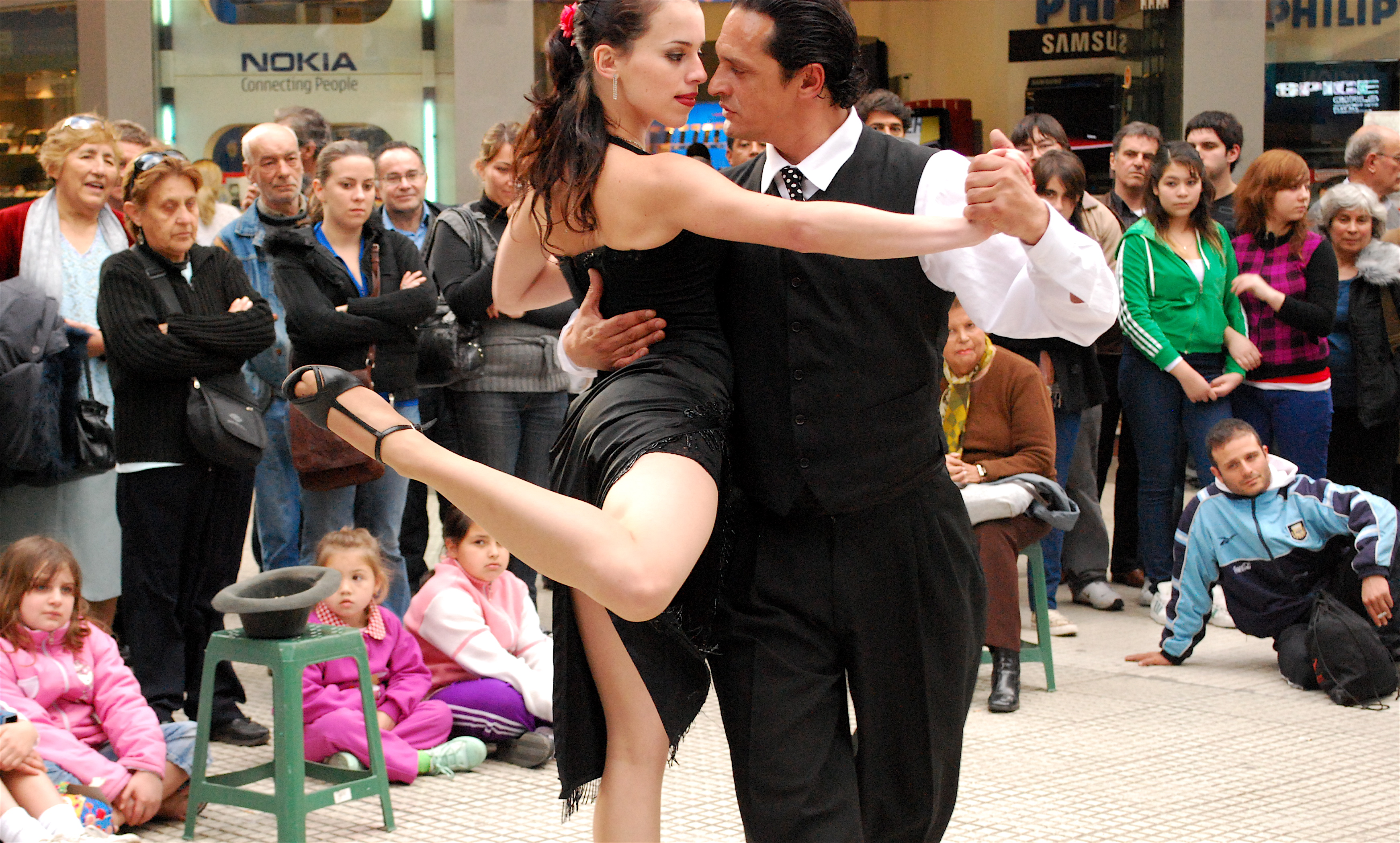
Tango in den Straßen von Buenos Aires

Buenos Aires ist die Welthauptstadt des Tangos. Sowohl Uruguay als auch Argentinien nehmen für sich in Anspruch, Geburtsort des Tangos zu sein. In Buenos Aires entwickelte er sich in den Vororten der Stadt, vor allem in den Bordellen von Junin y Lavalle und in den ärmeren Vororten, den Arrabales.
Jedes Jahr wird in Buenos Aires ein Tangofestival und die Tango-Weltmeisterschaft abgehalten. Die berühmtesten und bekanntesten Tango-Künstler der Stadt treten Ende Februar/Anfang März auf. Es finden mehr als 70 Konzerte an verschiedensten Veranstaltungsorten (in den großen Theatern, wichtigsten Bars, aber auch Open-Air-Veranstaltungen) statt. Es gibt zahlreiche Tango-Shows – als Touristenattraktion auf der Straße, wie dem Caminito im Stadtteil La Boca. Getanzt wird in zahlreichen Milongas in der ganzen Stadt.
Der berühmteste Tangosänger und -Komponist der Stadt ist Carlos Gardel, im Stadtteil Abasto finden sich ein ihm gewidmetes Museum, eine Statue zu seinen Ehren und zahlreiche Tangogeschäfte.

### Museen

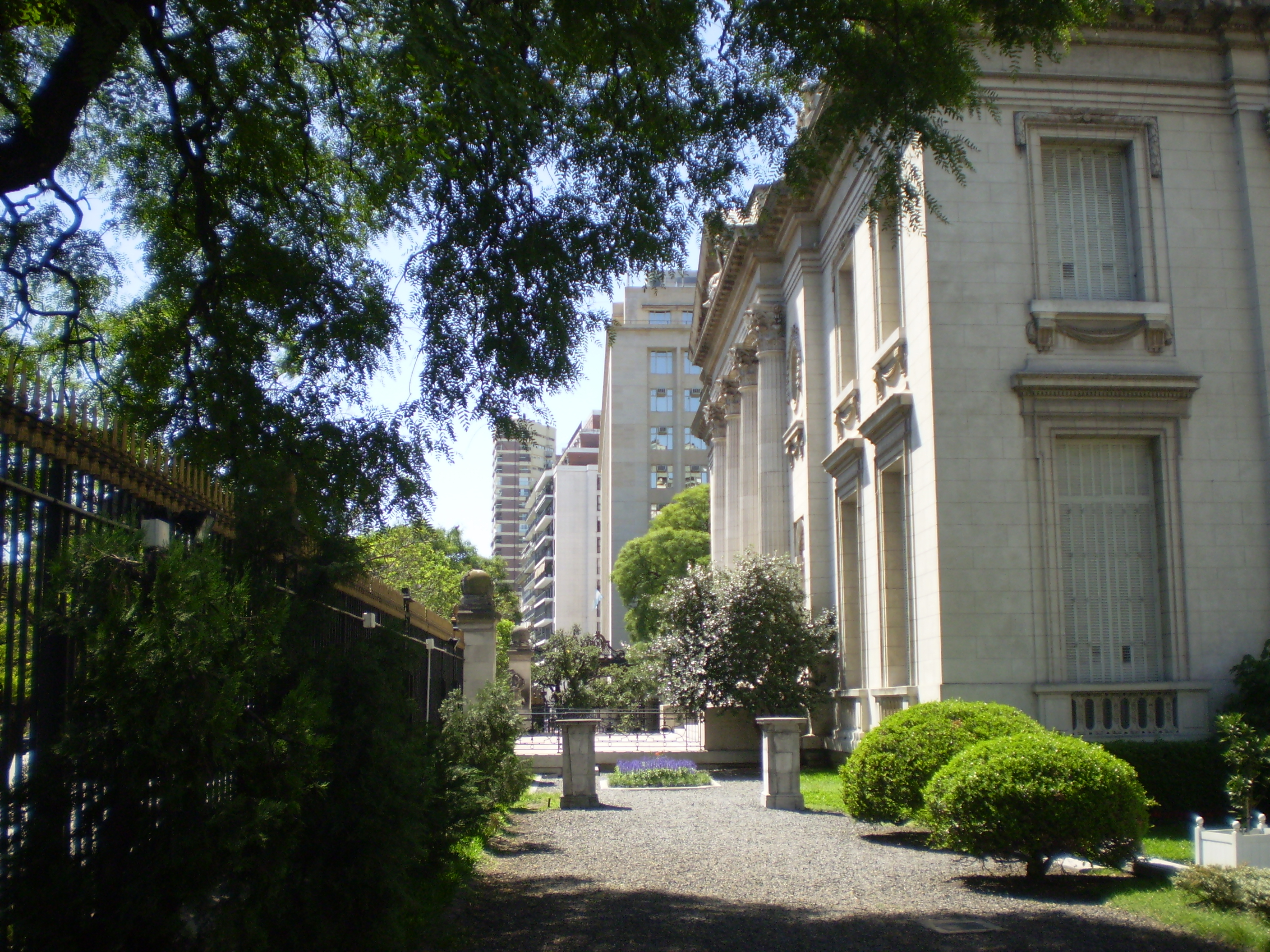
Das Kunstgewerbemuseum (Museo Nacional de Arte Decorativo, MNAD)

Eines der bedeutendsten Museen ist das Museo Nacional de Bellas Artes (Nationalmuseum der Bildenden Künste). Zu sehen ist internationale Kunst vom Mittelalter bis zum 20. Jahrhundert wie auch argentinische Künstler sowie Fotografien und Plastiken.
Das zweite bedeutende Nationalmuseum ist das Museo Nacional de Arte Decorativo. Es beherbergt eine umfangreiche Sammlung an Gemälden, Skulpturen, Mobiliar und ostasiatischer Kunst.
Das Museo de Arte Español Enrique Larreta besitzt eine Sammlung des argentinischen Hispanisten und Schriftstellers Enrique Larreta: unter anderem Spanische Malerei, Skulpturen, Möbel und Keramiken aus dem 16. und 17. Jahrhundert, Werke des Mittelalters und vom Beginn des 20. Jahrhunderts.
Das Museo de Arte Hispano Fernández Blanco zeigt Iberoamerikanische Kolonialkunst, darunter: Malerei der Schule von Cuzco, Silberarbeiten aus Peru und vom Río de la Plata, religiöse Bildwerke aus Quito, Möbel aus Brasilien und dekorative Künste der republikanischen Periode.
Im Jahre 2001 wurde das Museo de Arte Latinoamericano de Buenos Aires (MALBA) für die Sammlung des argentinischen Geschäftsmannes Eduardo Costantini eröffnet. Es zeigt mehr als 200 Arbeiten von etwa 80 Künstlern, darunter Schlüsselwerke der Kunst Lateinamerikas aus dem 20. Jahrhundert und führt auch spezielle Ausstellungen und Programme durch.
In einem umgebauten Tabakspeicher im Viertel San Telmo befindet sich das Museo de Arte Moderno. Es beherbergt eine Sammlung zeitgenössischer Kunst Argentiniens und Werke herausragender internationaler Künstler des 20. Jahrhunderts. Ebenso zeigt das Museum de Arte Contemporaneo Buenos Aires (MACBA) moderne zeitgenössische Kunst.
Interessant ist auch das Museo de Esculturas Luis Perlotti, das Museum im Haus des argentinischen Bildhauers Luis Perlotti mit einer Sammlung von fast 1.000 Werken, die der Stadt Buenos Aires im Jahre 1976 geschenkt wurden.
Die Geschichte Argentiniens wird im Historischen Nationalmuseum in San Telmo erläutert.
Weitere Museen sind das Naturwissenschaftliche Museum, das Historische Museum der Stadt Buenos Aires, das Architektur- und Design-Museum (MARQ), das Museo de la Inmigración, das Museum der Boca-Leidenschaft (für die Fans des Fußballclubs Boca Juniors) und das Museo Evita, zum Gedenken an Eva Perón.

### Bedeutende Straßen und Bauwerke
Seit Beginn des 20. Jahrhunderts ist das Stadtbild stark verändert worden. Die Plaza de Mayo im östlichen Bereich von Buenos Aires war Ausgangspunkt der ursprünglichen Besiedlung und stellte in Form eines Halbkreises den städtischen Kern dar. Hier steht auch die Hauptkirche der Katholiken in Buenos Aires, die Catedral Metropolitana des Erzbistums Buenos Aires. Seit den 1950er-Jahren sind außerhalb der Stadt Geschäftszentren und andere Einrichtungen angewachsen. Theater, Hotels, Restaurants sowie Finanz-, Geschäfts- und Regierungsbüros und einige luxuriöse Wohnkomplexe liegen konzentriert nördlich und westlich des Plaza-Gebiets.
Eine der Hauptachsen ist die 1,6 km lange Avenida de Mayo, die von der Casa Rosada (Sitz des Staatspräsidenten) an der Plaza de Mayo zur Plaza del Congreso mit dem Gebäude des Nationalkongresses verläuft. Hier fließt sie dann mit der Avenida Rivadavia zusammen und setzt sich in westliche Richtung über weitere 40 Kilometer fort. Um den Bau der Prachtstraße gab es seinerzeit viele Unstimmigkeiten, erst zwölf Jahre nach der ersten Idee konnte die Avenida eingeweiht werden. Heute sind hier viele architektonisch wichtige Gebäude zu bewundern.
Als „Straße, die niemals schläft“, wird die Avenida Corrientes bezeichnet. Sie verläuft in westöstlicher Richtung vom Geschäftszentrum San Nicolás bis Chacarita. Entlang der Straße finden sich viele Theater, darunter das Teatro Ópera, weswegen sie auch als „Broadway von Buenos Aires“ angesehen wird.
Im Norden von Buenos Aires finden sich Großteile der städtischen Parks, die beiden Rennstrecken und das Polo-Stadion der Stadt sowie Wohnbezirke der Mittel- und Oberschicht. Die nördliche Ausweitung der wohlhabenderen Viertel hat die Grenze des Hauptstadtbezirks überschritten und dehnt sich nach Martínez, Olivos, San Isidro und Vicente López aus.
Weitere bedeutende Sehenswürdigkeiten von Buenos Aires sind der Friedhof La Recoleta, wo unter anderem Eva Perón begraben liegt, der Obelisk von Buenos Aires auf der Avenida 9 de Julio, der breitesten Straße der Welt, die Plaza General San Martín im Stadtteil Retiro, die Florida-Straße zum Einkaufen, das alte Hafengebiet Puerto Madero mit den restaurierten Speichern, der alte Stadtteil San Telmo mit seinen malerischen Straßen und dem Antiquitätenmarkt, der ehemalige Zentralmarkt Abasto, wo heute ein Einkaufszentrum untergebracht ist und das Künstlerviertel La Boca, das bekannt für seine farbenprächtigen Hausfassaden ist und als einer der Geburtsorte des Tangos gilt. Des Weiteren findet man diverse Einkaufszentren, wie das Patio Bullrich und die Galerías Pacífico.

### Sport

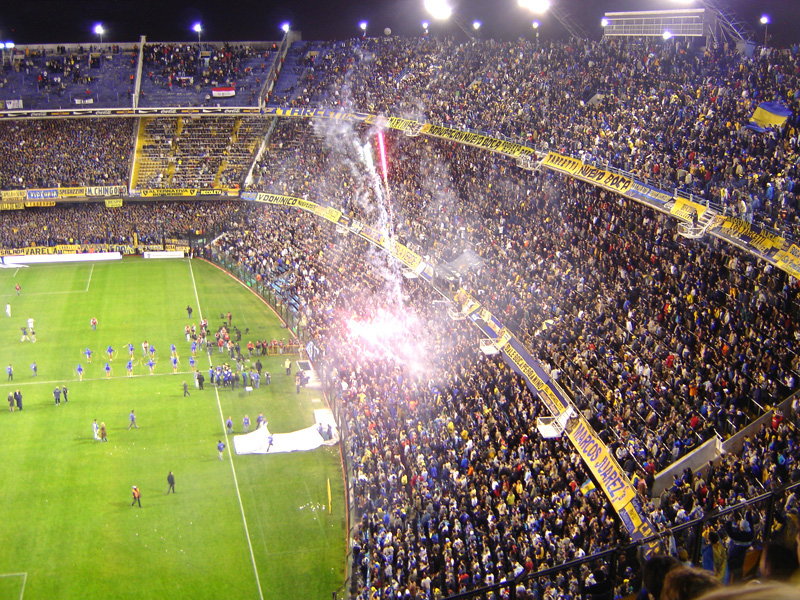
Das Stadion der Boca Juniors

Das Stadion von San Lorenzo

Besonders im Fußball und in den Pferdesportarten dominiert die Hauptstadt den Sportbetrieb des Landes weitgehend.
Im Fußball residieren in der Stadt die zwei erfolgreichsten Erstligavereine Argentiniens: Der Rekordmeister, die Boca Juniors, und River Plate, der Erzrivale von Boca. Das Derby zwischen beiden Vereinen wird Superclásico genannt. Weitere wichtige Vereine sind CA Independiente und Racing Club, beide aus der Vorstadt Avellaneda. Ihre Stadien trennen dort nur einige hundert Meter. Des Weiteren ist der CA San Lorenzo de Almagro aus dem Stadtviertel Almagro zu nennen. Buenos Aires wird oft als die Hauptstadt des Fußballs in Argentinien angesehen, mit 14 Stadien, die jeweils mehr als 30.000 Zuschauern Platz bieten. Dies zeigt sich auch dadurch, dass in der höchsten Argentinischen Fußballliga allein 13 Mannschaften von insgesamt 20 aus dem Großraum Buenos Aires stammen.
Berühmt ist aber auch die Hooliganszene der „Barras Bravas“ in Buenos Aires. Zahlreiche Stadtderbys sind immer wieder Schauplatz von Fanausschreitungen und gewalttätigen Auseinandersetzungen mit anderen Fangruppierungen oder der Polizei, bei denen manchmal auch Menschen zu Tode kommen. Die Hooliganszene reicht zumeist bis tief in die Netzwerke der Vereine hinein und übt oftmals einen großen Einfluss auf die wichtigen Entscheidungen der Clubs aus.
Pferderennen sind in der Stadt wahrscheinlich die zweitbeliebteste Sportart. Die beiden bekanntesten Rennbahnen (Hipódromos) befinden sich im Stadtviertel Palermo (Hipódromo Argentino de Palermo) sowie im Vorort San Isidro. Auch andere Sportarten „zu Pferde“ erfreuen sich höchster Beliebtheit: Die Oberschicht vergnügt sich am Wochenende zum Beispiel beim Polo.
Weitere beliebte Sportarten in der Stadt sind Rugby und Hockey. Im ebenfalls beliebten Basketball kommen die dominierenden Mannschaften dagegen aus dem Landesinneren. Dasselbe gilt für die aktuellen Tennisprofis.
Buenos Aires war dreimal Kandidat für die olympischen Sommerspiele: 1956, 1968 und 2004. 1951 fanden hier die ersten Panamerikanischen Spiele statt und Buenos Aires war Gastgeber, bzw. Austragungsort diverser Weltmeisterschaften, wie im Volleyball 1982 und 2002 und im Fußball 1978.
1938 richtete die Stadt die erste Dreiband-Weltmeisterschaft Südamerikas aus. Es war gleichzeitig die letzte WM vor dem Zweiten Weltkrieg. Nach Kriegsende war sie erneut Gastgeberin in den Jahren 1948, 1952, 1960, 1965, 1972 und zuletzt 1980.
1994 war Buenos Aires Ausrichter der ersten Faustball-Weltmeisterschaft der Frauen.

### Gastronomie und kulinarische Spezialitäten
In Buenos Aires befinden sich über 3.500 Restaurants, die einheimische wie internationale Küche anbieten. Dem Gast werden im Lokal so unterschiedliche Gerichte wie die antarktische Königskrabbe (Centolla) und die würzigen Teigtaschen (Empanadas) serviert.
Klassiker sind jedoch die schmackhaften Pasta der italo-argentinischen Küche und das kreolische am offenen Holzfeuer gebratene Fleisch (Asado). Kenner versichern nachhaltig, dass argentinische Steaks nach wie vor die besten der Welt sind – allerdings sollte man es „al punto“ bestellen, sonst wird es durchgebraten serviert. Lendenbraten-Steaks werden als Bife de Lomo bezeichnet und häufig längsgeschnitten (nicht als Medaillon) auf der Parrilla (argentinischer Grill mit v-förmigen Grillstäben, die ein Abtropfen der austretenden Flüssigkeit auf die Glut durch Ableitung verhindern) zubereitet.
Auf den Weinkarten der Restaurants stellen zahlreiche große Kellereien eine wechselnde Auswahl ihrer Gewächse vor. Die sehr verschiedenartigen Cuvées, Provenienzen, Rebsorten und Jahrgänge decken eine breite Geschmacksskala ab.
Die gängigsten angebotenen Weine sind Cabernet Sauvignon, Malbec und Syrah. Vereinzelt (und immer häufiger) werden auch Weine wie Tannat oder Bonarda angeboten. Fast alle Weine kommen aus den Provinzen Mendoza, San Juan, aber auch aus der Provinz Salta.

### Parks
Der Freizeitpark „Tierra Santa“ ist ein einzigartiges „Disneyland des Glaubens“ und enthält mit diversen Replika von der Klagemauer bis hin zum Berg Golgota eine Vielfalt von Nachbildungen bekannter Glaubensdenkmäler.
Der Parque Natural y Reserva Ecológica Costanera Sur ist ein Naturschutzpark. Bis Mitte des letzten Jahrhunderts befand sich an dieser Stelle ein Strandbad, das aufgrund der zunehmenden Verschmutzung des Rio Plata aufgegeben wurde; die Gewässer vor der Costanera wurden in den 1970ern aufgeschüttet, um Land für ein neu zu errichtendes, städtisches Verwaltungsviertel zu gewinnen. Das Projekt wurde 1984 aufgegeben. Nun übernahm die Natur das neugewonnene Land, das 1989 zum Naturschutzgebiet erklärt wurde. Die Parkwege stehen Besuchern tagsüber offen.

## Wirtschaft und Infrastruktur

### Wirtschaft

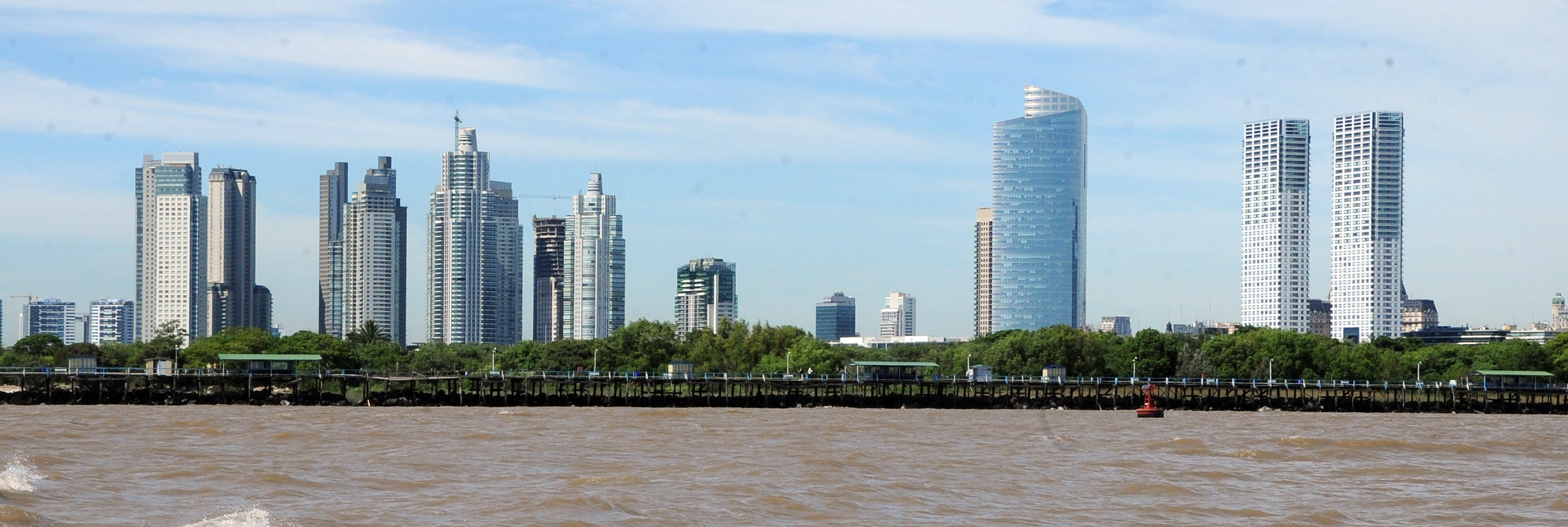
Die Skyline im Stadtteil Puerto Madero

Die Stadt ist als wichtigster Seehafen Argentiniens das Handelszentrum des Landes. Die Hafenanlagen und Schiffsbecken erstrecken sich über rund acht Kilometer entlang des Río de la Plata und beherbergen um Puerto Nuevo herum die wichtigsten Hafeneinrichtungen.
Parallel zur modernen Verkehrsentwicklung (zum Beispiel 16-spurige Autobahnen) lief der Aufschwung der Stadt zum wichtigsten Industriezentrum des Landes. Der überwiegende Teil der Industrieanlagen des Landes wurde in Buenos Aires gebaut, seit 1930 zunehmend auch in den Vororten des großräumigen Einzugsgebiets. In der Metropolregion befinden sich knapp die Hälfte aller argentinischen Industriebetriebe, über 26.000 allein im Bundesdistrikt und mindestens die doppelte Zahl in den Vorstädten.
Hauptstandorte der Industrie sind die Stadtbezirke im Südosten, besonders die zu Gran Buenos Aires gehörenden Verwaltungsbezirke Avellaneda und Lanús. Dort enden auch die großen Erdgasleitungen aus Patagonien. Auf den Finanzbezirk um die Kreuzung der Straßen Bartolomé Mitre und San Martín konzentrieren sich die Hauptniederlassungen internationaler und nationaler Banken sowie die Argentinische Zentralbank, die Wertpapierbörse (Bolsa de Comercio de Buenos Aires) und die Getreidebörse. Entlang der Florida-Straße und der Avenida Santa Fe sind die größten Einzelhandelsgeschäfte und Boutiquen zu finden.
Im südlichen Teil der Stadt liegen Fleischverpackungs- und andere nahrungsmittelverarbeitende Industrien, Erdölraffinerien und chemische Industrien. Fahrzeugbauindustrie und verschiedene Leichtindustrien, wie Druckunternehmen und Textilfabriken, sind im Westen und Norden der Hauptstadt angesiedelt. Aufgrund der Umweltverschmutzung ist die Stadtverwaltung bemüht, Fabriken aus der Innenstadt an die Peripherie zu verlegen, wo einige Industrie- und Gewerbeparks entstanden sind. Die Angestellten und Arbeiter der ausgesiedelten Industrie zogen aufgrund der jetzt langen Arbeitswege ihren Arbeitgebern nach.
Laut einer Studie aus dem Jahr 2014 erwirtschafte der Großraum Buenos Aires ein Bruttoinlandsprodukt von 316 Milliarden US-Dollar (KKB). In der Rangliste der wirtschaftsstärksten Metropolregionen weltweit belegte er damit den 32. Platz. Der Human Development Index betrug 1998 0,923, was international betrachtet, recht hoch ist.
In der Stadtmitte von Buenos Aires gab es 1927 erst fünf Hochhäuser, heute jedoch werden die Straßenzüge im Zentrum von Hochhäusern gezeichnet. Das Abwassersystem im Großraum der Stadt ist seit den 1940er Jahren kaum erweitert worden, obwohl Millionen von Menschen zugewandert sind.
Der etwa drei Quadratkilometer umfassende Stadtkern liegt etwas nördlich der Plaza de Mayo, des alten Mittelpunkts von Buenos Aires. Hier hat sich ein Zentraler Geschäftsbezirk mit allen Kennzeichen des Zentrums einer Weltstadt herausgebildet: Büro- und Bankhochhäuser, Versicherungen, Verlagswesen, gehobener Dienstleistungsbereich, moderne Ladenpassagen, Vergnügungsviertel, Verkehrschaos, wenige Grünflächen und Abwanderung der Wohnbevölkerung.

### Verkehr

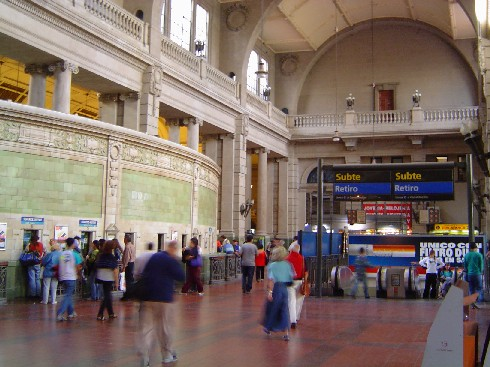
Eingang zur U-Bahn (Subte) im Bahnhof Retiro

#### Fernverkehr
Buenos Aires verfügt über zwei Passagierflughäfen. Der internationale Flughafen Aeropuerto Internacional Ministro Pistarini de Ezeiza liegt am Rande der Vorstadt Ezeiza (etwa 30 bis 40 Kilometer außerhalb des Stadtzentrums) und wird oft nur „Ezeiza“ genannt. Der zweite Flughafen Aeroparque Jorge Newbery liegt direkt am Ufer des Río de la Plata etwa fünf Kilometer vom Finanzbezirk im Zentrum der Stadt entfernt. Dieser Flughafen wird kurz Aeroparque genannt und bedient nur nationale und Flüge in die Nachbarländer Argentiniens.
Buenos Aires verfügt über einen großen Hafen, der auch für große Container- und Tankschiffe geeignet ist. Um diesen den Zugang zu ermöglichen, wird regelmäßig eine Fahrrinne im Río de la Plata ausgebaggert. Des Weiteren gibt es in unmittelbarer Nähe des Wirtschafts- und Finanzzentrums einen Fährhafen mit mehrmals täglichen Verbindungen nach Colonia und Montevideo in Uruguay.

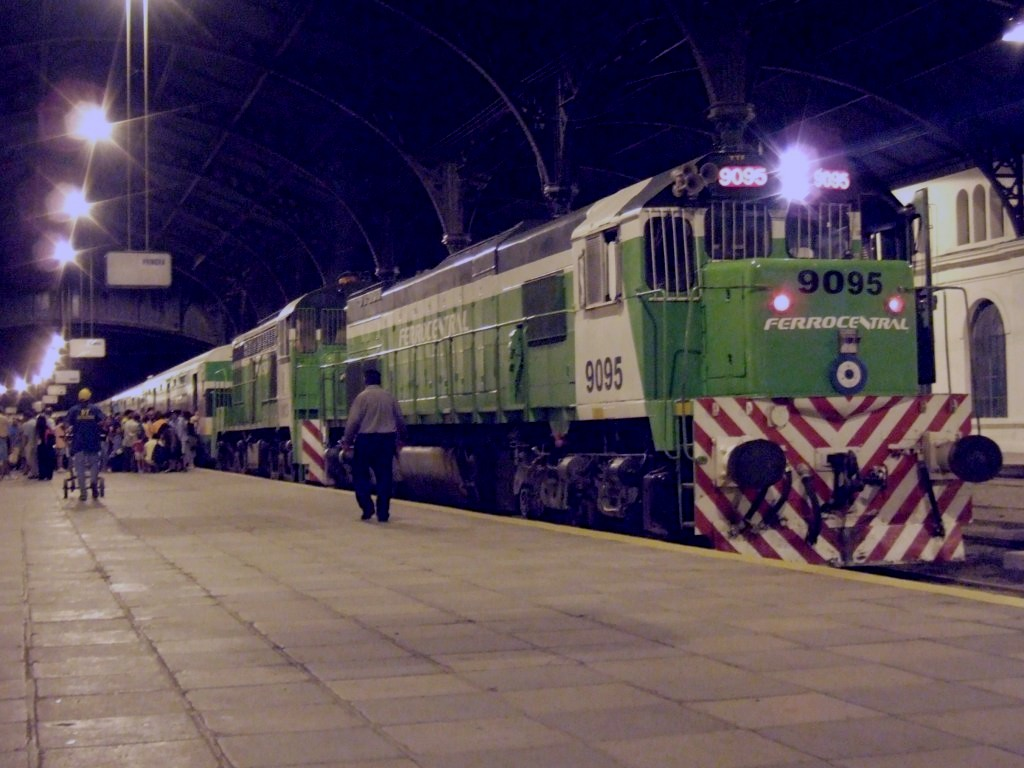
Zug Buenos Aires – Tucumán im Bahnhof von S.M. de Tucumán

Im Jahr 1857 bekam Buenos Aires Anschluss an die Eisenbahn. Die Fernverbindungen der Eisenbahn kamen in den 1990er Jahren wegen maroder Strecken und fehlender Investoren fast zum Erliegen. Heute werden wieder einige Städte der Provinz Buenos Aires (unter anderem die Badeorte Mar del Plata und Villa Gesell sowie die Hafenstadt Bahía Blanca), aber auch weiter entfernte Städte wie Posadas, Santa Rosa de Toay, Córdoba, Rosario und San Miguel de Tucumán angefahren.
Da der Personenverkehr mit der Eisenbahn in Argentinien wegen der im Vergleich zu den Überlandbussen geringen Geschwindigkeit und des mangelnden Komforts mittlerweile eine untergeordnete Rolle spielt, verfügt Buenos Aires mit dem Terminal de Ómnibus de Retiro über einen sehr großen Busbahnhof. Um die hohen christlichen Feiertage, wie Ostern oder Weihnachten verlassen hunderttausende die Stadt, die meisten mit dem Reisebus.

#### Nahverkehr

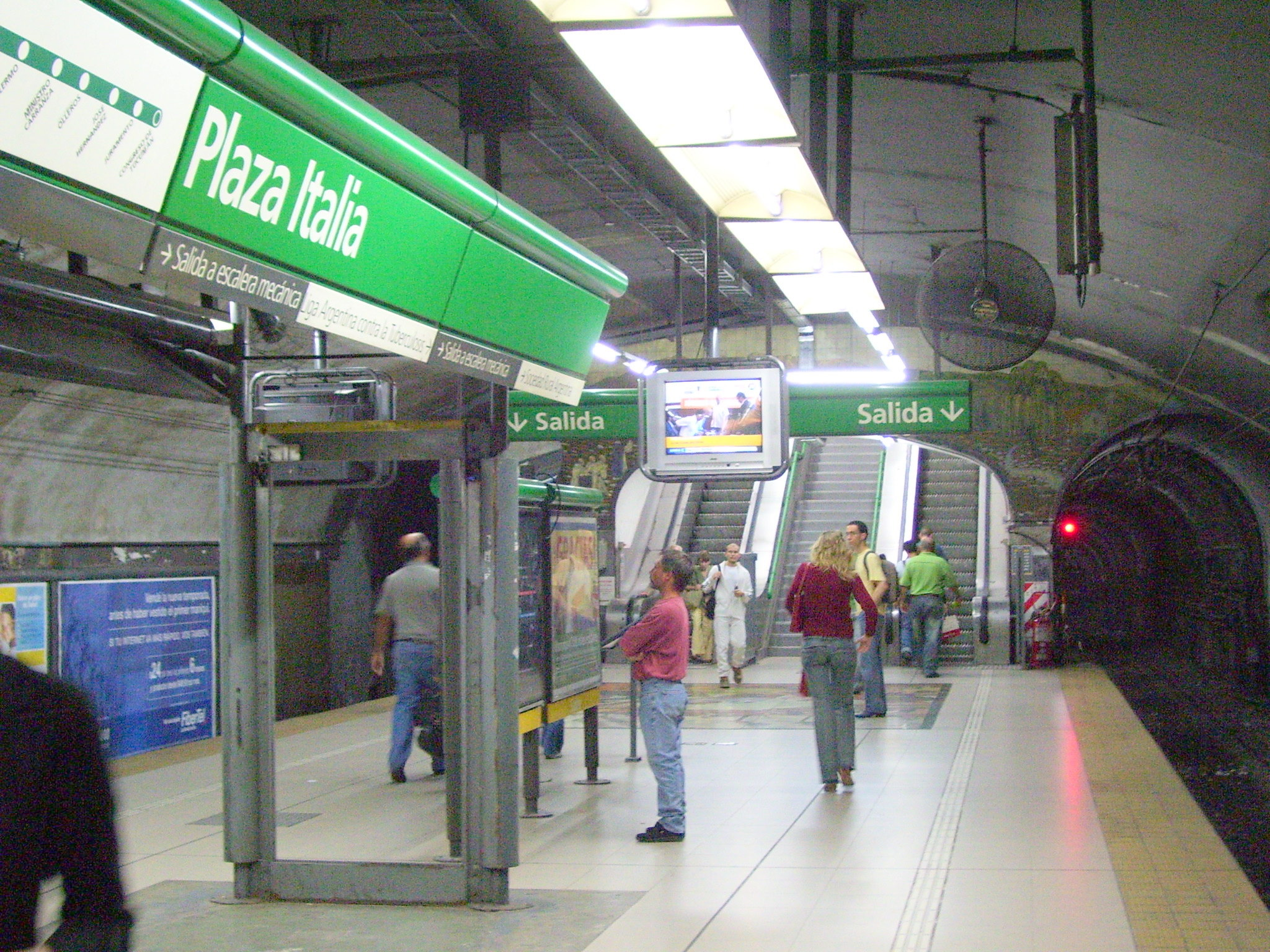
U-Bahn-Station Plaza Italia

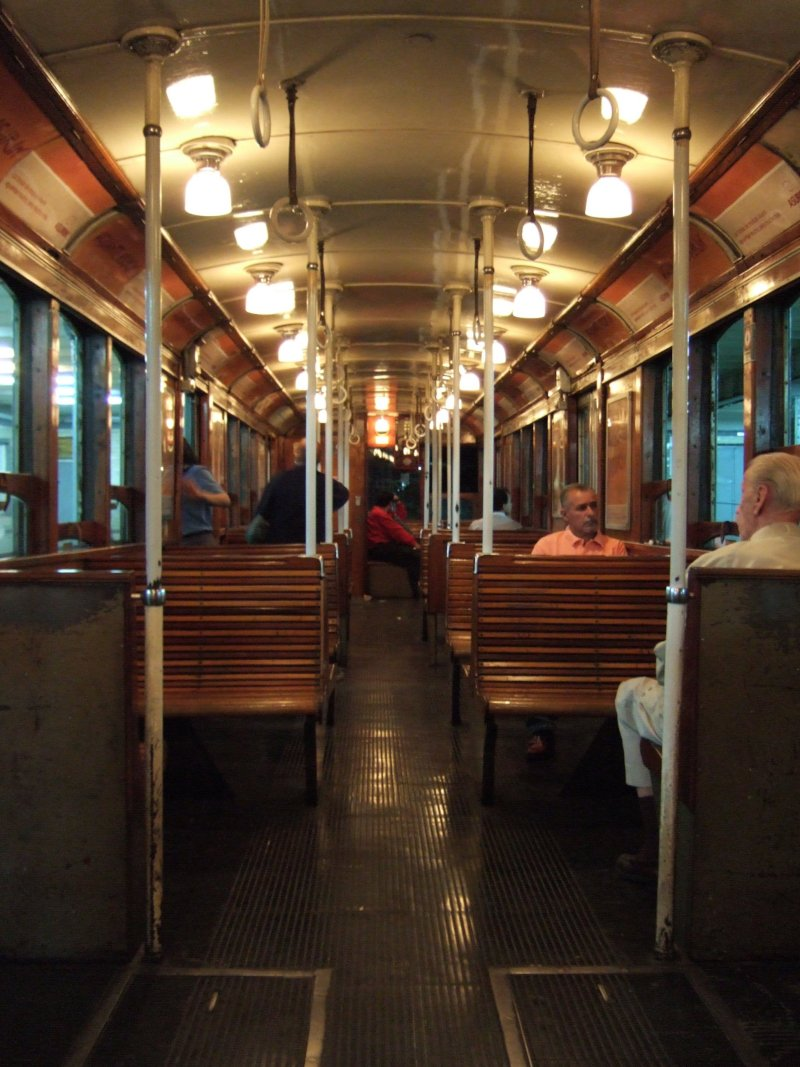
Inneres eines U-Bahn-Wagens der Linie Subte A

Die Straßen in der Stadt sind weitgehend nach dem Schachbrettmuster angelegt und zumeist Einbahnstraßen. Für die Jahrhundertfeier der Unabhängigkeit 1916 war geplant, dieses Straßensystem durch ein System von Diagonalstraßen, wie in La Plata zu ergänzen. Von den großzügigen Planungen wurden lediglich die Avenida 9 de Julio sowie die Diagonal Norte und Diagonal Sur, die beide an der Plaza de Mayo beginnen, realisiert.
Buenos Aires verfügt über ein radial von der Stadt wegführendes Autobahnsystem. Die Autobahnen beginnen an der Ringautobahn General Paz. Es gibt eine Autobahn, die bis in das Zentrum der Stadt hineinführt. Diese durchschneidet – auf Betonstelzen gebaut – die komplette Stadt von West nach Ost und bindet unter anderem den internationalen Flughafen Ezeiza an das Zentrum an.
Buenos Aires ist über mehrere Kopfbahnhöfe an das nationale Eisenbahnnetz angebunden. Wichtige Bahnhöfe liegen in den Stadtteilen Retiro, Constitución und Balvanera (Once und Federico Lacroze). Es handelt sich vorrangig um Nahverkehrsbahnhöfe, die von den Vorortbahnen von Buenos Aires bedient werden. Von Constitución, Once und Retiro aus gibt es auch Fernverbindungen.
Am 1. Dezember 1913 wurde der erste Streckenabschnitt der U-Bahn in Buenos Aires eröffnet. Sie ist damit die älteste U-Bahn Lateinamerikas und die dreizehnte U-Bahn der Welt. Sie verkehrt heute auf einem Netz von sechs Linien mit einer Länge von 52,3 km und 74 Stationen.
Nachdem eine elektrische Straßenbahn zwischen dem 22. April 1897 und dem 31. Dezember 1964 in der Stadt in Betrieb war, wurde am 27. August 1987 eine neue Linie als Premetro (Stadtbahn) eröffnet. Sie umfasst ein Netz von 7,4 km und verbindet die südlichen Stadtteile mit dem Zentrum. Zwischen 2007 und 2012 fuhr eine kurze, vier Stationen umfassende Straßenbahn (Tranvía del Este) im Stadtteil Puerto Madero. Trolleybusse verkehrten in Buenos Aires zwischen dem 4. Juni 1948 und dem 30. April 1966.
Der weitere öffentliche Personennahverkehr wird hauptsächlich mit dieselbetriebenen Bussen, den sog. „Colectivos“ bewältigt. Das Busliniennetz umfasst mehr als 150 Linien, die linienbezogen von privaten Firmen betrieben werden. Wegen der niedrigen Fahrpreise, des ausgedehnten Netzes und der bis weit in die Nachtstunden hinein stattfindenden Bedienung sind sie stark frequentiert, sorgen aber – wie der übrige Kraftfahrzeugverkehr auch – für eine erhebliche Schadstoff- und Lärmemission. Durch die regelmäßigen Staus auf den Straßen der Stadt bei nur wenigen Busspuren ist das Einhalten eines Fahrplans beinahe nicht möglich und wird realistischerweise auch nicht ernsthaft von den Fahrgästen erwartet.
Für den individuellen, öffentlichen Nahverkehr stehen etwa 40.000 Taxis zur Verfügung. Dies entspricht einem Verhältnis von einem Taxi je 72 Einwohnern der Hauptstadt. (Zum Vergleich: New York City hat mit 8.168.388 Einwohnern nur etwa 12.000 Taxis. Dies entspricht einem Verhältnis von einem Taxi je 681 Einwohnern.) Da sie auch für argentinische Verhältnisse recht günstig sind, sind sie durchaus eine Alternative zu Bus oder U-Bahn. Jedoch werden die Lizenzen nicht gründlich überprüft und es wird über organisierte Kriminalität auf den Strecken zu den Flughäfen und anderen wichtigen Zielen berichtet.

### Bildung

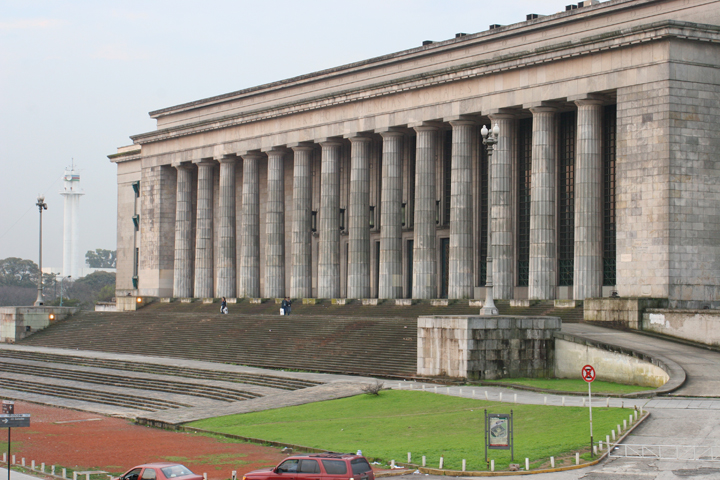
Die juristische Fakultät der UBA

An der Plaza de Mayo im Stadtzentrum konzentrierten sich einst die Bildungseinrichtungen. Inzwischen sind sie auch im Norden der Stadt zu finden. Die im Jahre 1821 eröffnete staatliche Universität von Buenos Aires wurde teilweise nahe dem Flussufer auf einem neuen Campus untergebracht. Einige Fakultäten sind allerdings im Stadtzentrum, so die juristische, die medizinische, die Ingenieurs- und die Wirtschafts-Fakultät. Die Universität besitzt aber inzwischen auch weitere Filialen in den Vororten der Stadt, zum Beispiel in Martínez (Departamento San Isidro).
Die Nationalbibliothek ist in den neuen Stadtvierteln im nördlichen Bereich der Stadt zu finden, wo auch die 1964 gegründete private Universität von Belgrano ihren Sitz hat.
Nach dem Sturz Juan Domingo Peróns im Jahr 1955 wurde Jorge Luis Borges Direktor der Nationalbibliothek; Borges Erblindung war um diese Zeit so weit fortgeschritten, dass die Ärzte ihm Lesen und Schreiben verboten. In einem Gedicht sprach er von „Gottes glänzender Ironie“, ihm gleichzeitig achthunderttausend Bücher und die Dunkelheit zu schenken. Als Perón 1973 wieder an die Macht kam, legte Borges sein Direktorenamt nieder.
Zu den weiteren Bildungseinrichtungen in Buenos Aires gehören die Nationale Hochschule der Schönen Künste (eröffnet 1904), das Nationale Musikkonservatorium (eröffnet 1924), die Katholische Universität von Argentinien (eröffnet 1958) und die Nationale Technologische Universität (eröffnet 1959). Eine der jüngsten Universitäten Argentiniens ist die Universidad Nacional de San Martín. Sie wurde 1992 als Reformuniversität gegründet und entwickelte sich zu einer der höchstrangigen Universitäten Argentiniens.

### Presse
In Buenos Aires erscheinen unter anderem folgende Tageszeitungen: Clarín, La Nación, Buenos Aires Herald, Página/12, Perfil, La Prensa, Crónica und Tiempo Argentino sowie die deutschsprachige Wochenzeitung Argentinisches Tageblatt.

### Trivia
Der Asteroid (7850) Buenos Aires wurde nach der Stadt benannt.

## Söhne und Töchter der Stadt Buenos Aires
In Buenos Aires wurde eine Vielzahl bekannter Persönlichkeiten geboren, so unter anderem Norma Aleandro (Schauspielerin), Jorge Luis Borges (Schriftsteller), Jorge Mario Bergoglio (vom 13. März 2013 bis 21. April 2025 als Franziskus Papst der römisch-katholischen Kirche), Benito Quinquela Martín (Maler), Alberto Barton (peruanischer Bakteriologe), Bernardino Rivadavia (erster argentinischer Präsident), Gabriela Sabatini (Tennisspielerin), Sky du Mont (Schauspieler und Autor), Martha Argerich (Pianistin), Máxima der Niederlande (Königin) und Daniel Barenboim (Pianist und Dirigent).
Zu den internationalen Persönlichkeiten, die in Buenos Aires leben bzw. gelebt haben, gehören: Marcel Duchamp (Künstler), Pablo Neruda (Dichter), Antoine de Saint-Exupéry (Schriftsteller und Pilot), Christian Kracht (Schriftsteller), Francis Ford Coppola (Regisseur), Ralph Pappier, Slavoj Žižek (Philosoph) und Witold Gombrowicz (Schriftsteller).